# Historia Stanów Zjednoczonych

Flaga Stanów Zjednoczonych

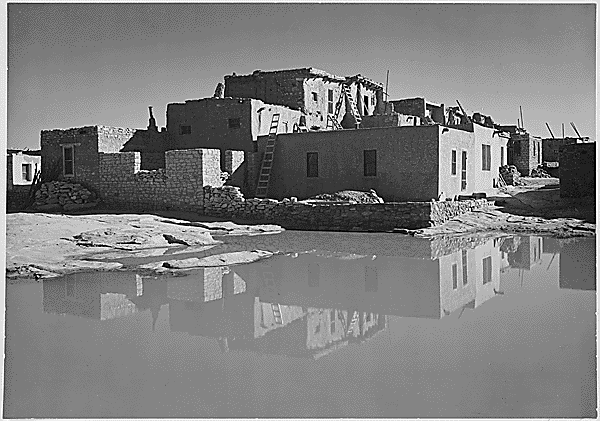
Acoma Pueblo, „Sky City”, odbicie w wodzie, fotografia artystyczna Ansela Adamsa, 1942, Nowy Meksyk. Acoma uważana jest za najstarszą stale zamieszkaną osadę na terenie Stanów Zjednoczonych: najstarsze mury pochodzą z XII wieku n.e., pierwsza wzmianka w kronikach hiszpańskich pochodzi z 1539 r.

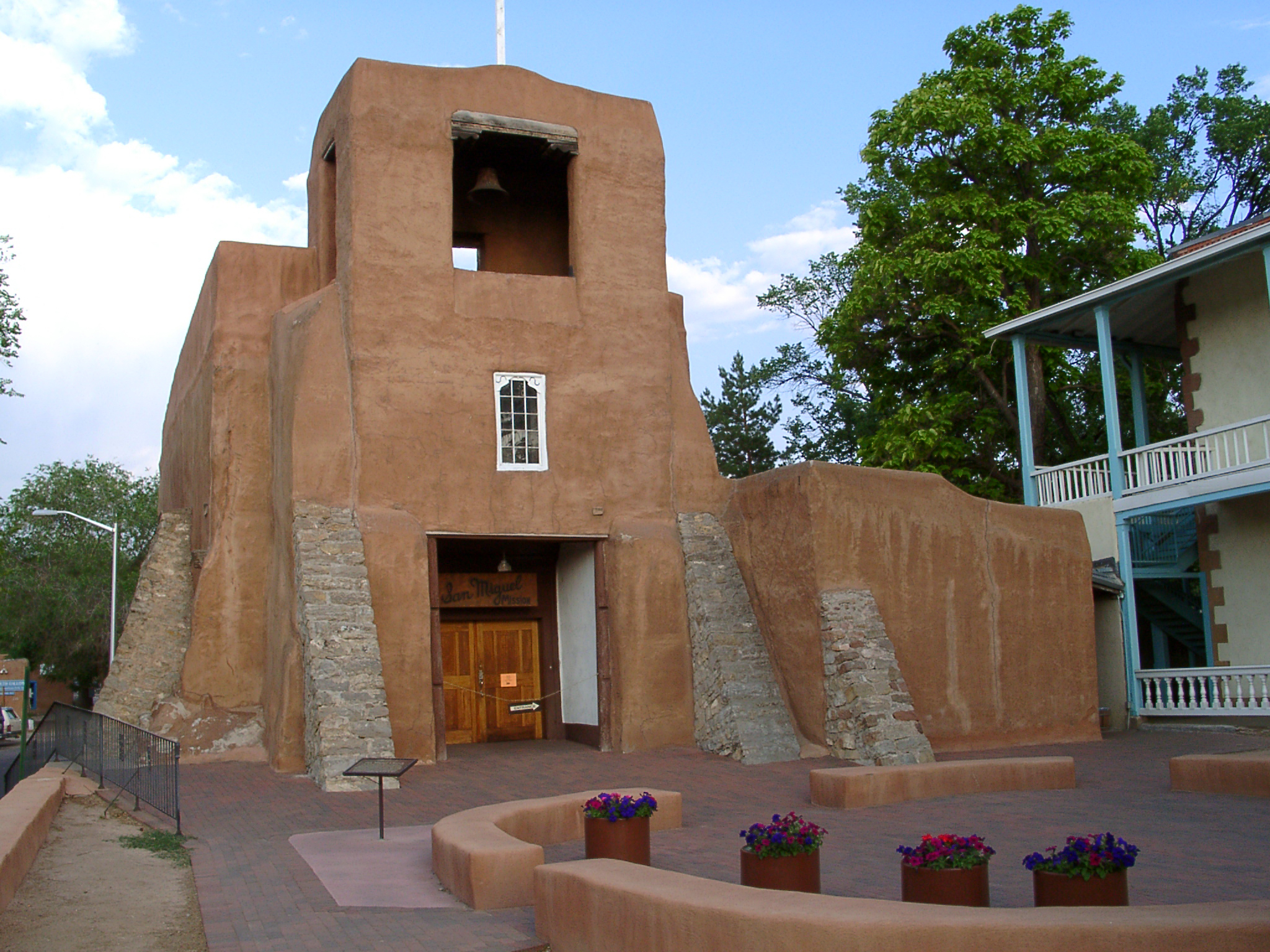
Najstarszy kościół w USA, kaplica św. Michała w Santa Fe z 1610 r.

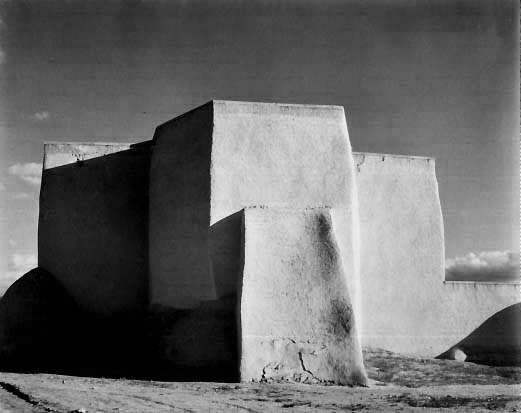
Kościół misyjny w Ranchos de Taos z 1772, synteza architektoniczna Hiszpanów i Indian z Taos Pueblo, stworzona z jednolitego adobe; platynotypia autorstwa Laura Gilpin

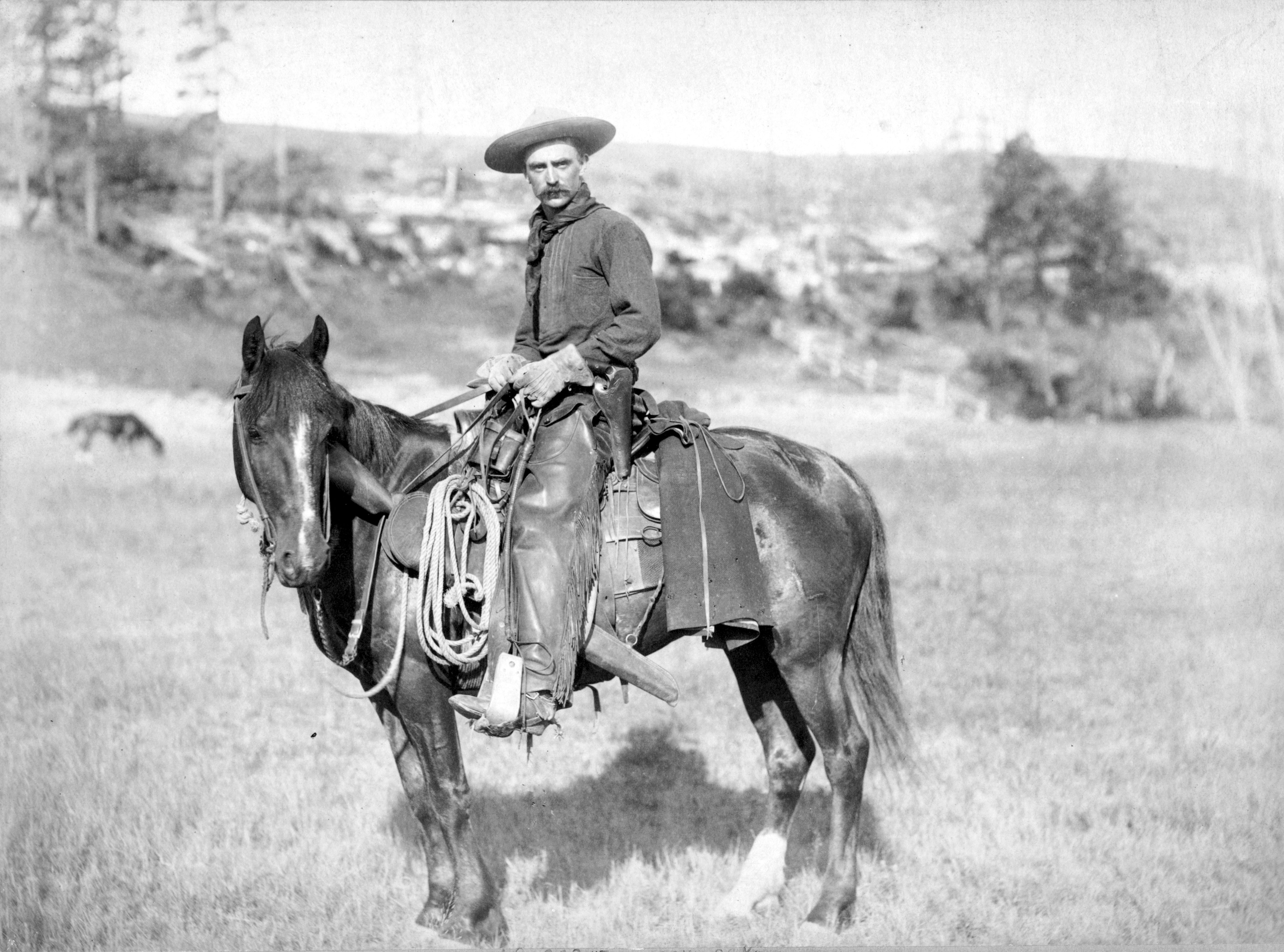
„The Cow Boy”, 1887; Fotografia J.C.H. Grabilla ze studia w Sturgis w Terytorium Dakoty. Pozującym jeźdźcem był przyszły szeryf z Arizony sfotografowany podczas pogoni grupy obywateli za złoczyńcami.

Historia Stanów Zjednoczonych – początki Stanów Zjednoczonych sięgają czasów prekolumbijskich. Współczesne państwo Stany Zjednoczone wywodzi się jednak z XVII-wiecznego osadnictwa europejskiego, podporządkowanego królowi Anglii.

## Wstęp

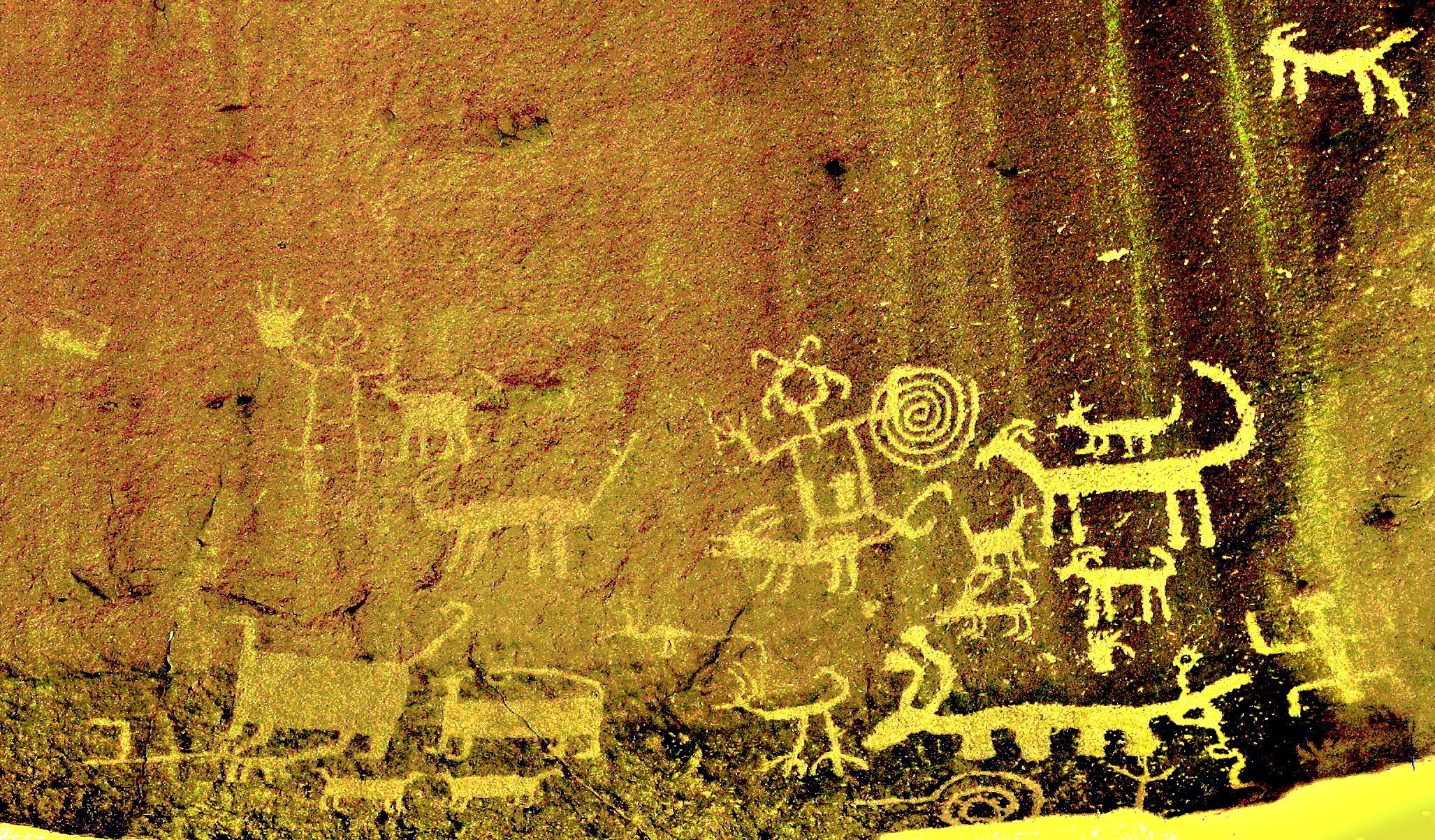
Petroglify Una Vida w Chaco Culture National Historical Park, kultura Anasazi. Kultura ta datowana jest na okres od I wieku p.n.e. do końca XIII wieku n.e.

Różniące się językowo i kulturowo, wojujące pomiędzy sobą ludy tubylczych Amerykanów, w tym stosunkowo mniej rozszczepieni Inuici, zamieszkiwały obszary dzisiejszych Stanów Zjednoczonych przez co najmniej ostatnie 20 000 lat.
Przed przybyciem Europejczyków, a następnie siłowym sprowadzeniem przez nich na te ziemie pojmanych w Afryce Zachodniej i zniewolonych Afrykanów do pracy na plantacjach, populacja autochtonów wynosiła znacznie ponad milion mieszkańców. Wskutek starcia ze znacznie wyżej rozwiniętą technologicznie i agresywną imigracją Europejczyków, populacja tubylcza była poddawana stałemu wyniszczaniu. W wyniku tego procesu stała się zaledwie ułamkiem nowej społeczności. Afroamerykanie, pierwotnie niewolnicy, wskutek krwawej wojny secesyjnej w latach 60. XIX w. i wygranej przez przeciwników niewolnictwa, zostali uwolnieni. Proces integracji społecznej zarówno ich, jak i Indian, trwa nadal.
Dziś Stany Zjednoczone są z jednej strony krajem po części wymieszanym kulturowo, etnicznie, religijnie i obyczajowo. Z drugiej strony jest to państwo głęboko spolaryzowane, podzielone politycznie i ekonomicznie. Populacja licząca ponad 326 mln ludzi ma tendencję wzrostową, m.in. w wyniku legalnej i nielegalnej imigracji, szczególnie z sąsiedniego Meksyku. Nadal niektóre społeczności Indian utrzymują odrębność kulturowo-narodowościową (Lakotowie, Hopi). Wielu Indian służyło i służy w siłach zbrojnych USA (np. Nawahowie wykorzystani podczas II wojny światowej jako indiańscy szyfranci). W wielu środowiskach o odrębnym charakterze etnicznym imigranci czy rodzimi obywatele w dużej mierze utożsamiają się z etnicznością przodków, jednak nie jest to krajową normą.

## Kalendarium najważniejszych wydarzeń

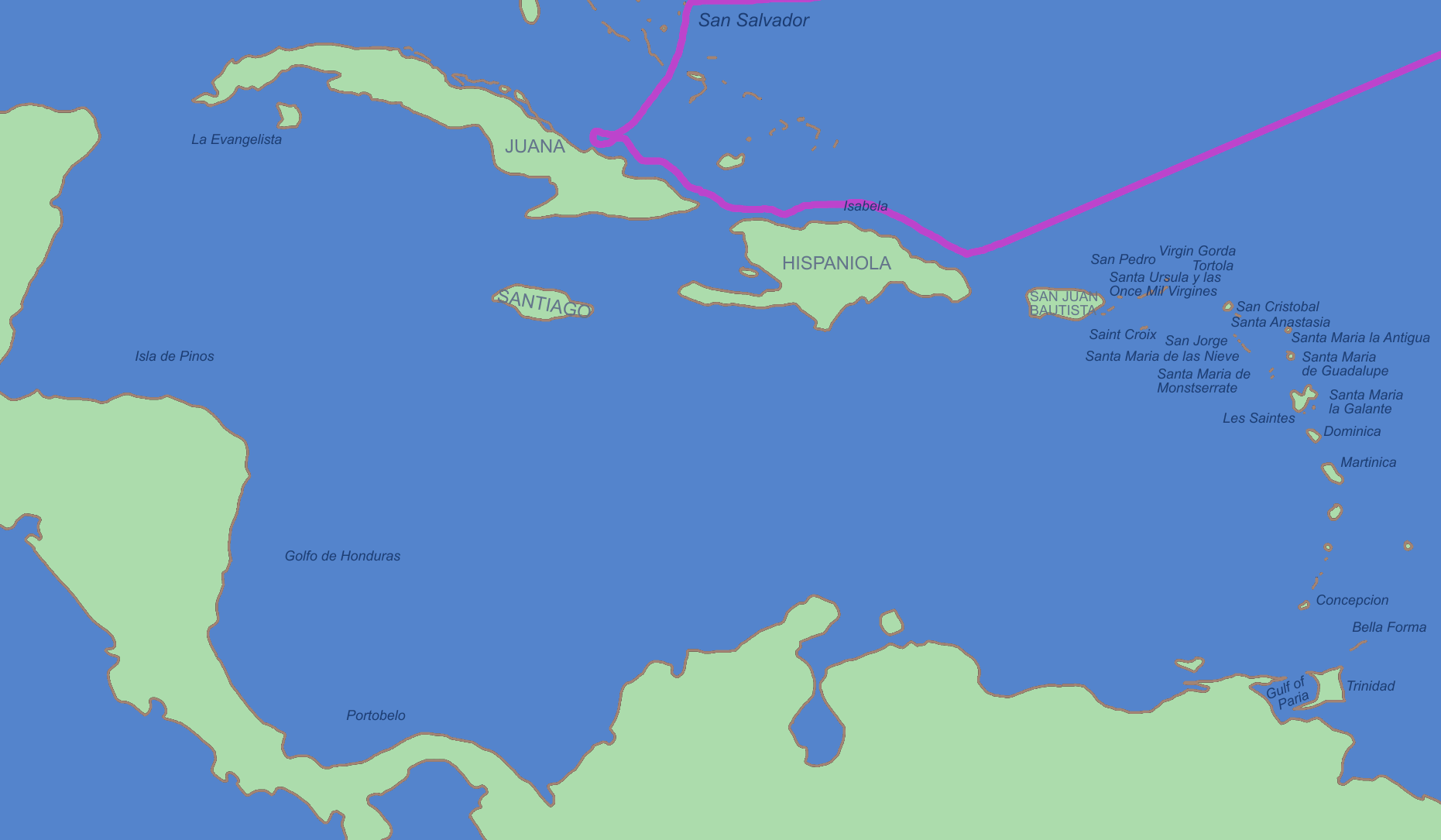
Trasa pierwszej wyprawy Kolumba z 1492 r.

- ok. 1000 – czasowe osiedlenie się w Ameryce nielicznych wikingów (L’Anse aux Meadows)
- 1492 – odkrycie Ameryki przez Kolumba
- 1565 – utworzenie najstarszego miasta USA, Saint Augustine przez Hiszpanów. Przez następne 235 lat funkcjonuje jako stolica hiszpańskiej Florydy
- 1585 – utworzenie pierwszych angielskich kolonii na Roanoke (nie przetrwały)
- 1607 – utworzenie przez Kompanię Wirgińską nowej kolonii Wirginii
- 1620 – przybycie na statku Mayflower założycieli kolonii Plymouth (później stała się częścią Prowincji Massachusetts Bay)
- 1754 – brytyjska wojna z Indianami i Francuzami
- 1775–1783 – wojna o niepodległość Stanów Zjednoczonych
- 1776 – uchwalenie Deklaracji Niepodległości Stanów Zjednoczonych
- 1787 – przyjęcie Konstytucji
- 1861–1865 – wojna secesyjna
- 1865–1877 – okres rekonstrukcji USA
- 1917–1918 – udział w I wojnie światowej
- 1929–1933 – Wielki kryzys
- 1933–1939 – New Deal
- 1941–1945 – udział w II wojnie światowej
- 1947–1989 – zimna wojna
  - 1950–1953 – wojna koreańska
  - 1962 – kryzys kubański
  - 1960–1975 – zaangażowanie USA w wojnie wietnamskiej
  - 1972–1974 – afera Watergate
- 1990–1992 – I wojna w Zatoce Perskiej
- 2001 – zamach na WTC i rozpoczęcie przez USA działań wojskowych w Afganistanie
- 2003 – początek akcji zbrojnej w Iraku
- 2008 – globalny kryzys finansowy, wybór Baracka Obamy – pierwszego Afroamerykanina na prezydenta

## Europejskie początki

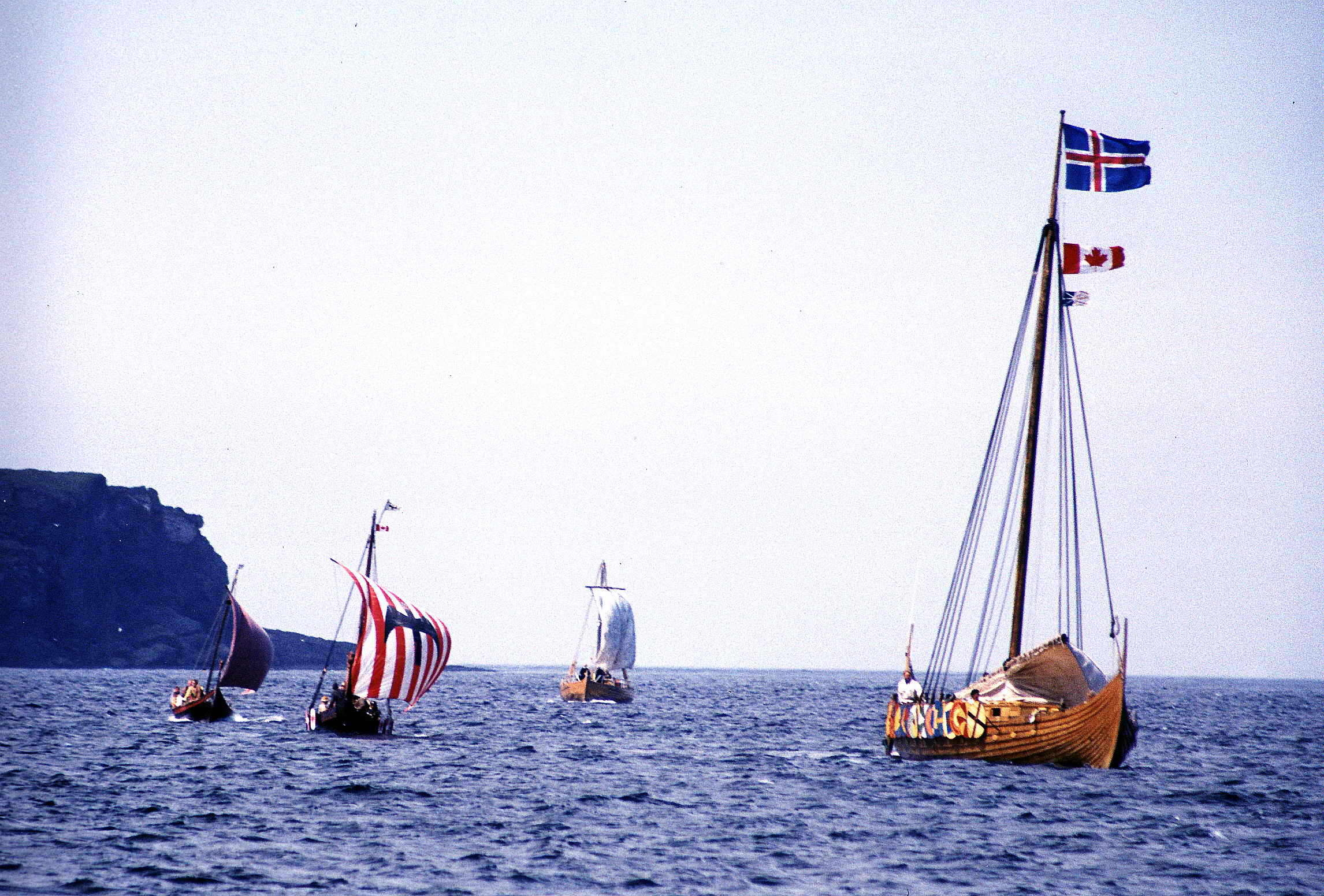
Inscenizacja z 2001 r. odtwarzająca przybycie wikingów do zatoki L’Anse aux Meadows w Nowej Fundlandii w 1000 r.

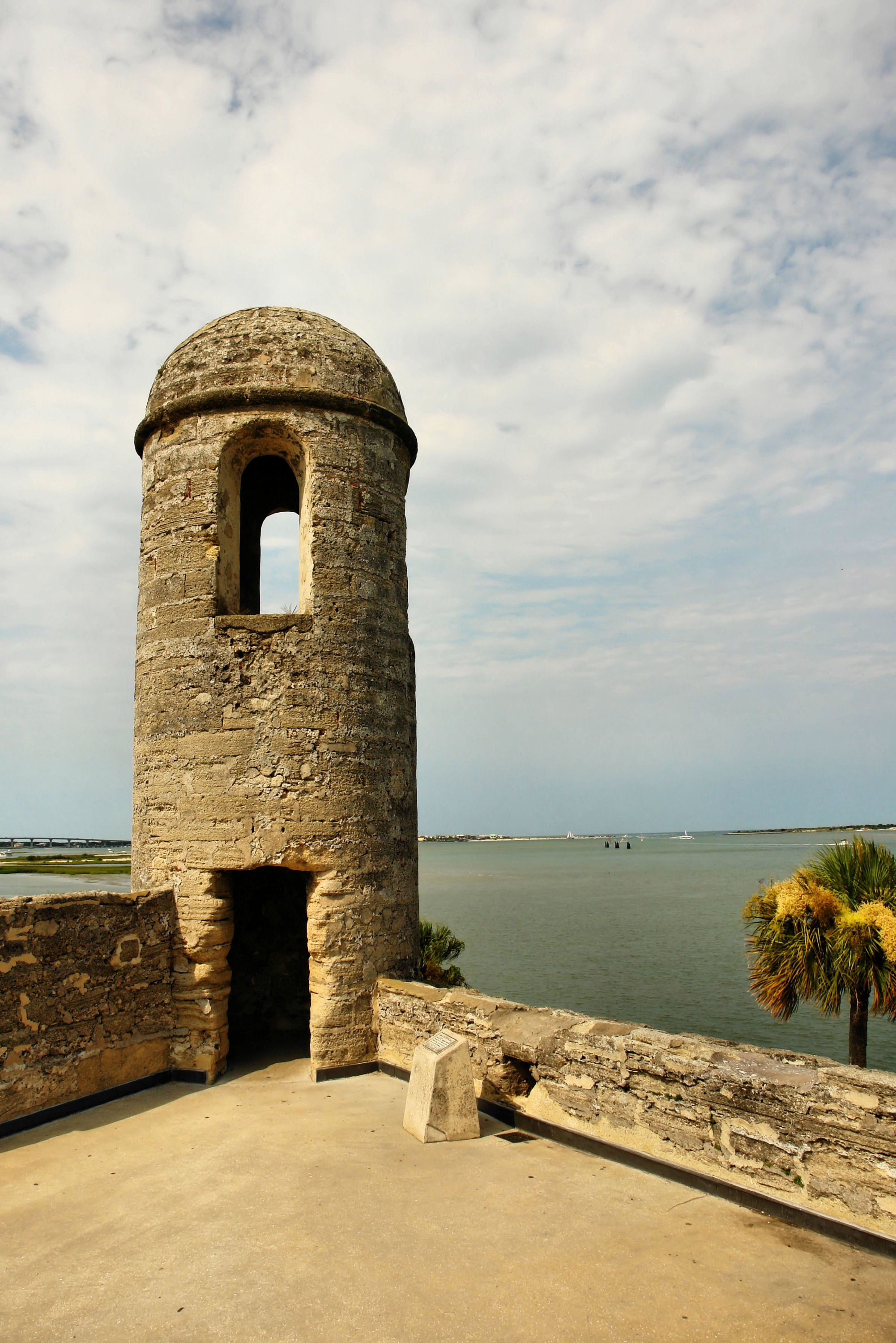
St. Augustine na Florydzie, dzwonnica murowanego fortu z lat 90. XVII w. Miasto jest najstarszą, zachowaną osadą Europejczyków na terenie USA (1595)

Pierwsi Europejczycy dotarli do brzegów kontynentu amerykańskiego prawdopodobnie ok. 1000 r. Byli to wikingowie, a ściślej, Islandczycy, którzy uprzednio zostali banitami wydalonymi na Grenlandię oraz ich potomkowie.
W latach 60. XX w. na samym skraju północnej Nowej Fundlandii, w L’Anse aux Meadows, odkryto osadę wikingów z szeregiem domostw. Archeolodzy skandynawscy szukali jej na podstawie dokładnych chronologii i opisów w sagach islandzkich, pierwotnie przekazywanych tradycją ustną. Miejsce to, po pieczołowitej rekonstrukcji i budowie przeszklonego nowoczesnego muzeum, zostało wpisane na listę światowego dziedzictwa UNESCO. Obecnie bada się, czy wikingowie udali się następnie na południe, wzdłuż wybrzeża Atlantyku, czy może w głąb kontynentu, wykorzystując Rzekę Świętego Wawrzyńca. Celem badań jest ustalenie lokalizacji Winlandii.
Dopiero 500 lat później, w 1492 r. wyprawa Krzysztofa Kolumba dotarła na plaże Portoryko. W podobnym czasie (1497, 1498), Giovanni Caboto (John Cabot), wenecki żeglarz pochodzenia włoskiego w służbie króla Anglii, opływał kanadyjskie i amerykańskie wybrzeża, szukając Przejścia Północno-Zachodniego do Indii. Dotarł m.in. do dzisiejszego stanu Maine. Zginął na morzu w drodze powrotnej, opodal Islandii. Niemniej jego wyprawa stała się podstawą prawną roszczeń Anglii do ziem Ameryki Północnej, w tym obszarów po części stanowiących wybrzeże wschodnie dzisiejszego terytorium USA.
Niedługo potem, w 1542 r. Kalifornia została „odkryta” przez żeglarza portugalskiego Juana Rodrígueza Cabrillo, który służył królowi Hiszpanii. Kraina ta była zamieszkana przez liczne plemiona Indian.
W 1565 r. Hiszpanie ustanowili w St. Augustine na Florydzie, pierwszą, istniejącą do dziś osadę Europejczyków na terenie USA. Przez następne 235 lat była ona stolicą hiszpańskiej Florydy.
Natomiast w 1607 roku pierwsi koloniści z Anglii próbowali utworzyć ufortyfikowaną osadę Jamestown w Wirginii. Osada ta, wskutek ataków Indian i braku żywności nie przetrwała i mieszkańcy przenieśli się w inne miejsca.
Nieco późniejsi koloniści z Anglii, których osada przetrwała i dała początek angielskojęzycznej kulturze USA, byli purytanami, protestanckimi uchodźcami na tle religijnym, którzy przybyli w okolice dzisiejszego nadmorskiego Plymouth (Massachusetts) w 1620 r. na statku „Mayflower”.

## Powstanie państwa
Historia Stanów Zjednoczonych jako państwa rozpoczęła się z końcem XVIII wieku, gdy narastał opór napływowych mieszkańców 13 kolonii wobec rządów angielskich, egzekwowanych w imieniu króla, charakteryzujących się uciążliwym opodatkowaniem przy równoczesnym braku jakiejkolwiek reprezentacji kolonii w Anglii.
Od XVI wieku (a szczególnie w wiekach XVII i XVIII) trwał okres wzmożonej kolonizacji i rozwoju osadnictwa, zwłaszcza angielskiego, na terenach Ameryki Północnej. Koniec wieku XVIII przyniósł konflikt kolonistów ze swymi kontynentalnymi zwierzchnikami. W roku 1776, wraz z uchwaleniem Deklaracji Niepodległości powołano do życia nowy twór państwowy: Stany Zjednoczone Ameryki. Już w momencie powstania jego istnienie było zagrożone, lecz udało się je obronić drogą powstania zbrojnego.
Kolejny okres to czas szybkiego rozwoju terytorialnego oraz kształtowania się ustroju polityczno-gospodarczego, odmiennego na północy i południu kraju. Skutkiem tego była wojna domowa w latach 1861–1865. Jej następstwem politycznym było zjednoczenie kraju i umocnienie struktur państwowych, a społecznym – likwidacja niewolnictwa.

Godło USA, awers Wielkiej Pieczęci Stanów Zjednoczonych

Następne dekady to okres umacniania się pozycji gospodarczej USA oraz prowadzenie polityki izolacjonizmu. Dopiero wybuch I wojny światowej i przyłączenie się Stanów do konfliktu spowodowały chwilową zmianę w polityce zagranicznej. Przyczynienie się do zwycięstwa aliantów stało się znakomitą okazją do ingerencji w Europie. Postulaty amerykańskie znalazły swój wyraz w propozycji porozumienia pokojowego – 14 punktach Wilsona. Utworzenie Ligi Narodów również było skutkiem amerykańskiej ingerencji w Europie, jednak USA nie zadeklarowały chęci przystąpienia do nowej organizacji, co oznaczało ich powrót do izolacjonizmu. Wspomnieć jednak należy, że wychodząc zwycięsko z I wojny światowej Stany Zjednoczone stały się światowym mocarstwem i państwem niezwykle mocnym ekonomicznie.
Najważniejszym wydarzeniem dwudziestolecia międzywojennego w Stanach Zjednoczonych było niewątpliwie załamanie gospodarcze znane jako Wielki kryzys. Miliony ludzi znalazło się w stanie ubóstwa. Władze państwa z prezydentem Rooseveltem na czele pragnąc przeciwstawić się katastrofie zainicjowały politykę interwencjonizmu zwaną „New Deal”. Z czasem udało się zażegnać kryzys, lecz jego skutki były widoczne jeszcze długo.
Kolejnym etapem w historii USA była II wojna światowa, do której kraj przystąpił w 1941, znów przyczyniając się do zwycięstwa w Europie i ponownie wzmacniając swą pozycję mocarstwową. Tym razem jednak przystąpił do aktywnej polityki zagranicznej i zaangażował się w walkę z nowym światowym zagrożeniem – komunizmem. Do życia powołano NATO – organizację, która miała koordynować działania militarne w razie ataku ze strony ZSRR. Okres zimnej wojny trwał nieprzerwanie aż do roku 1989, gdy długotrwały wyścig zbrojeń, którego element stanowił także wyścig kosmiczny, doprowadził do załamania gospodarczego w ZSRR, z czym wiązała się tzw. Jesień Ludów. Oznaczało to koniec zimnej wojny. Stało się możliwe rozszerzenie NATO na wschód, co niewątpliwie zwiększyło wpływy USA w Europie.
Następnym przełomowym momentem w historii Stanów Zjednoczonych stały się zamachy terrorystyczne z 11 września 2001. Doprowadziły one do licznych zmian w polityce Stanów Zjednoczonych. Ich wyrazem stało się zaangażowanie militarne w Afganistanie i Iraku.

## Okres do 1492 – epoka prekolumbijska

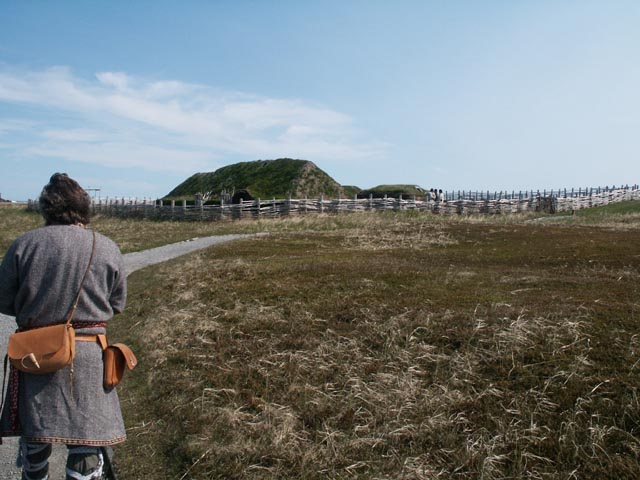
Osada Wikingów w L’Anse aux Meadows

Prawdopodobnie pierwsi ludzie dotarli na kontynent amerykański z Azji przez Cieśninę Beringa. Trwa spór zarówno o datowanie kolejnych fal tej migracji, jak i o inne możliwe teorie o zasiedleniu kontynentu. Nie ulega jednak wątpliwości fakt, że rdzenną ludność kontynentu stanowili Indianie, Aleuci i Inuici, natomiast pierwszymi Europejczykami, którzy dotarli do Ameryki Północnej byli Wikingowie, którzy ok. 1002 r. pod wodzą Leifa Erikssona dopłynęli do Zatoki Św. Wawrzyńca. Zbudowali oni niewielką osadę w kraju zwanym przez nich „Winlandia”, w L’Anse aux Meadows na północnym skrawku Nowej Fundlandii. Osadnictwo skandynawskie jednak nie przetrwało.
W czasach przedkolumbijskich obecny obszar Stanów Zjednoczonych był zaludniony przez ponad milion ludzi różnego pochodzenia etnicznego, tworzących wspólnoty plemienne o różnych poziomach organizacji społecznej, nierzadko w stanie konfliktu. Podstawą ich utrzymania były myślistwo, rybołówstwo, rolnictwo i zbieractwo. Na kontynencie nie występowały konie.
W Ameryce prekolumbijskiej główne organizmy państwowe wykształciły się na południe od obecnych Stanów Zjednoczonych, na obszarze zwanym Mezoameryką. Były to m.in.:
- cywilizacja Majów,
- państwo Azteków – najliczniejszej grupy Indian tego obszaru, przewodzącej federacji państw w tym regionie.

## Odkrycie Ameryki i sytuacja na kontynencie

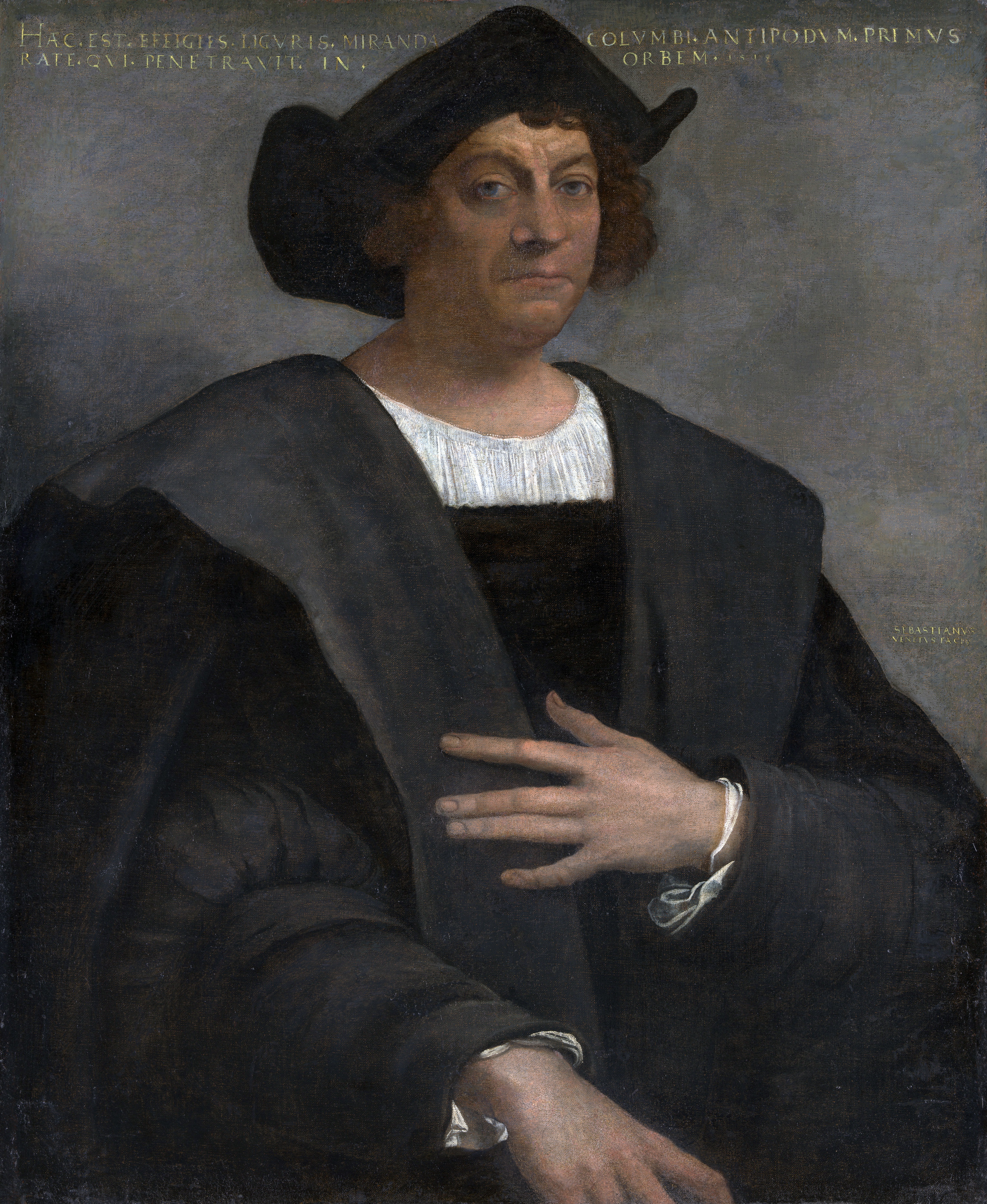
Krzysztof Kolumb (1451–1506)

## Nowy Świat
12 października 1492 r. do wybrzeży Ameryki dopłynęła europejska wyprawa pod przywództwem Krzysztofa Kolumba. Była to jedna z ekspedycji w ramach La Empresa de las Indias. Jej uczestnicy byli przekonani, że dotarli do Indii. Jednak wyprawy podejmowane w kolejnych latach, zwłaszcza przez Ameriga Vespucciego, dowiodły, że jest to nieznany w Europie kontynent, nazywany początkowo przez Europejczyków Nowym Światem, a później – ku uczczeniu jednego z głównych odkrywców – Ameryką.

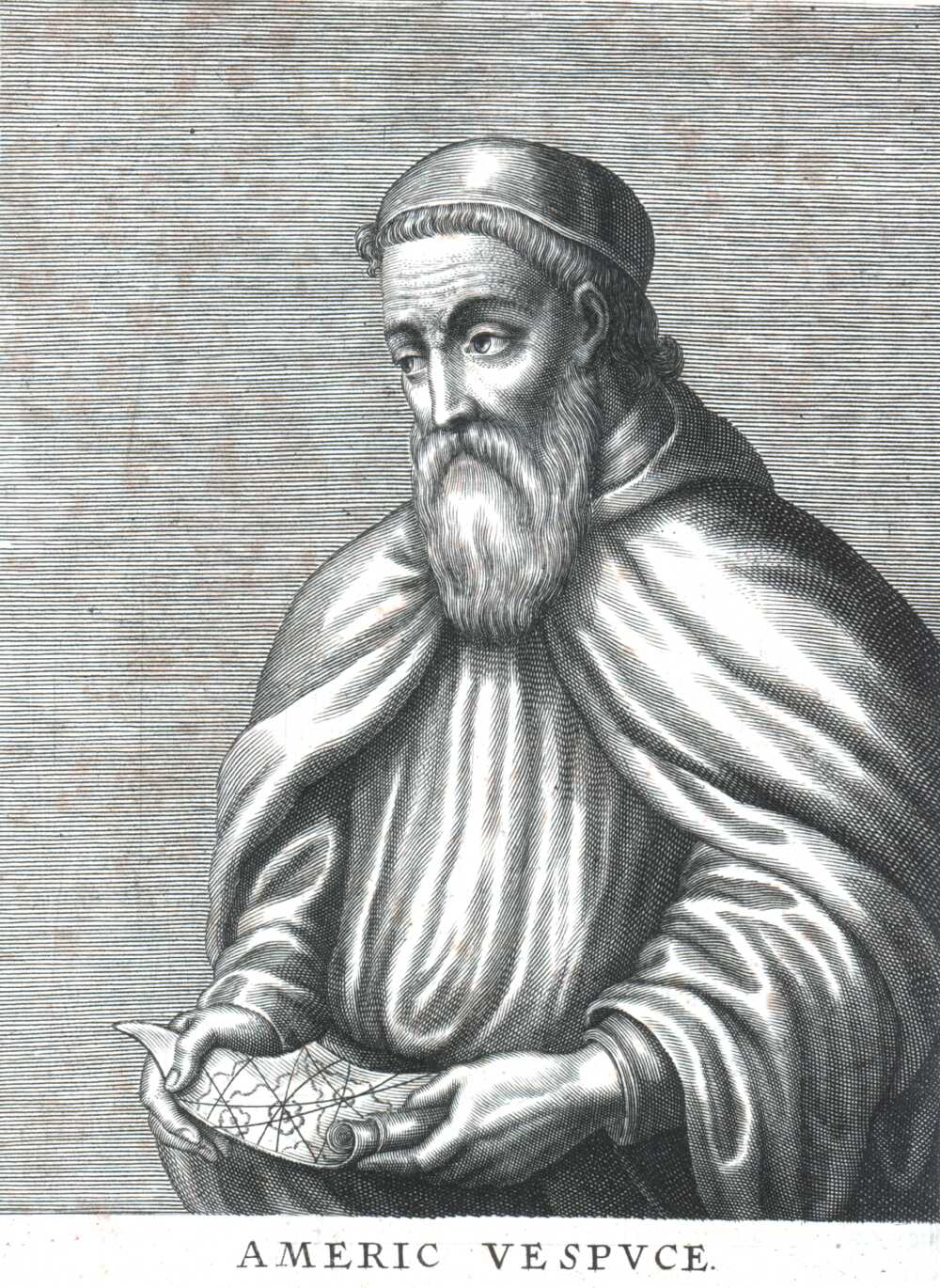
Amerigo Vespucci (1454–1512)

Początkowo władcy europejscy nie docenili wagi wielkiego odkrycia, gdyż rozczarował ich fakt, że nie odkryto nowego szlaku morskiego do Indii, jednak z czasem zaczęło się to zmieniać. Jednym z powodów był fakt buntu części żołnierzy, którzy pod wodzą Vasco de Balboa zorganizowali nielegalną eskapadę do „krainy złota”, skutkiem czego było założenie pierwszej stałej kolonii na kontynencie amerykańskim.

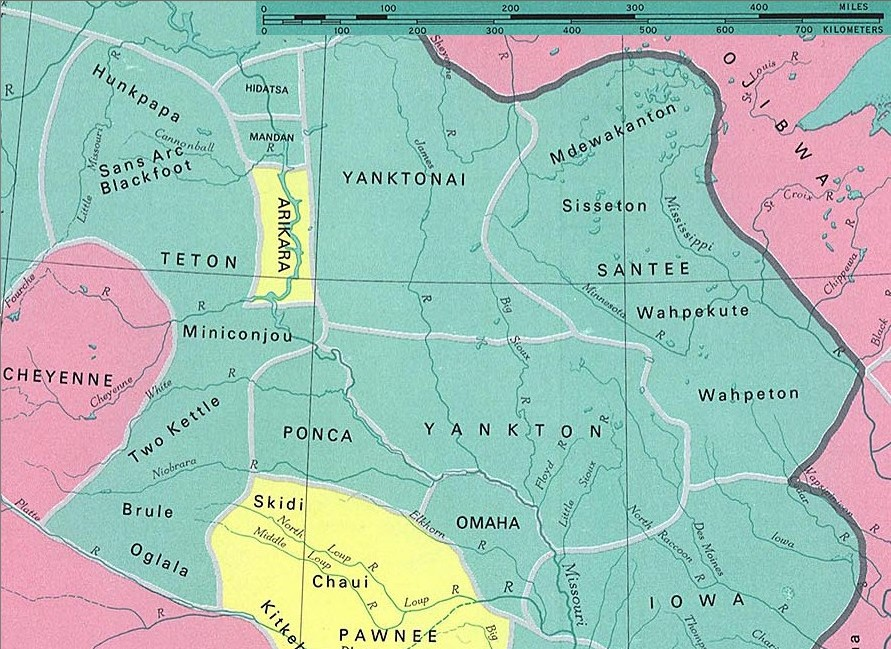
Rozmieszczenie plemion Dakotów przed napływem Europejczyków

## Plemiona indiańskie w Ameryce Północnej
Obecnie ludy indiańskie nazywa się zbiorowo tubylczymi Amerykanami. Do najbardziej rozwiniętych pod względem cywilizacyjnym plemion należeli tkacze, garncarze i rolnicy Hopi na terenie Arizony (i podobne pobliskie ludy Pueblo) oraz Huronowie i Irokezi, którzy zamieszkiwali obrzeża Wielkich Jezior i utworzyli tam silne związki plemienne. Do ich głównych zajęć należało rolnictwo. Inne nacje indiańskie (np. Czerokezi, Choctaw, Dakotowie, Ute, Szejeni, Kri, Odżibwejowie, Apacze czy Nawahowie) nie wytworzyły w okresie przedkolonialnym tak trwałych struktur politycznych.
Tubylcze ludy Ameryki Północnej utrzymywały się przede wszystkim ze zbieractwa i polowań, a także prowadzenia wojen. Łączna liczebność Indian mogła dochodzić do ok. 10 mln, jednak nie stworzyli oni potęgi politycznej, gdyż waśnie plemienne uniemożliwiały im trwałą współpracę. Był to czynnik, który w przyszłości pozwolił białym osadnikom na względnie szybką ekspansję terytorialną. W XVI i XVII wieku część Indian przyjęła chrześcijaństwo i poddała się wpływom nowych zwyczajów i kultur, część trwała w dawnych przyzwyczajeniach stanowiąc dla kolonistów poważne zagrożenie, część natomiast nie przetrwała braku adaptacji do nowych warunków.

## Kolonie w Nowym Świecie

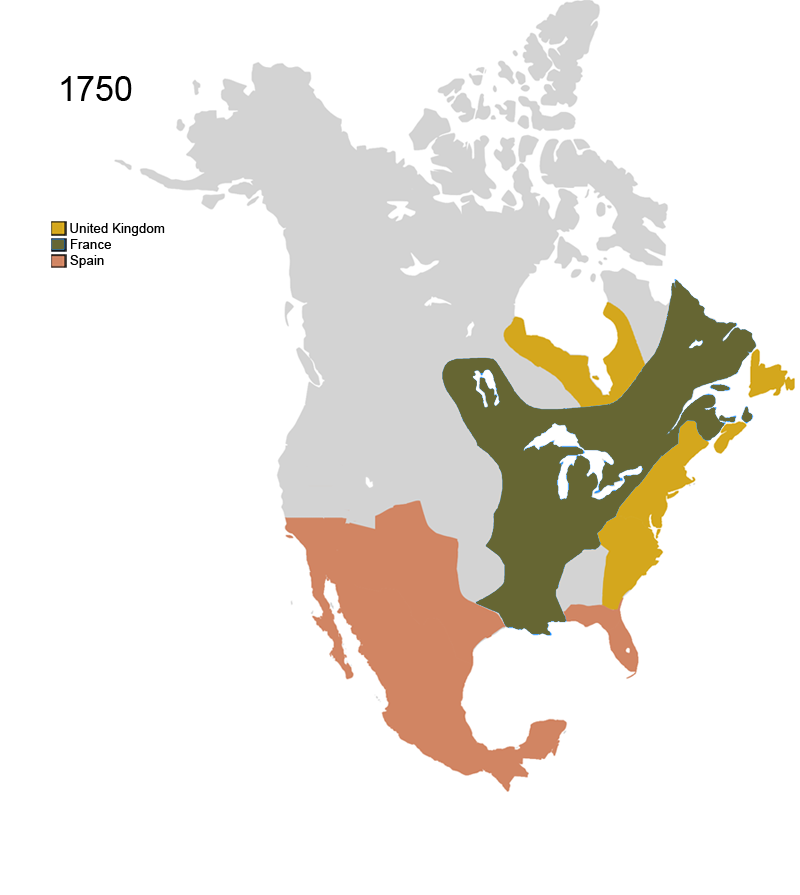

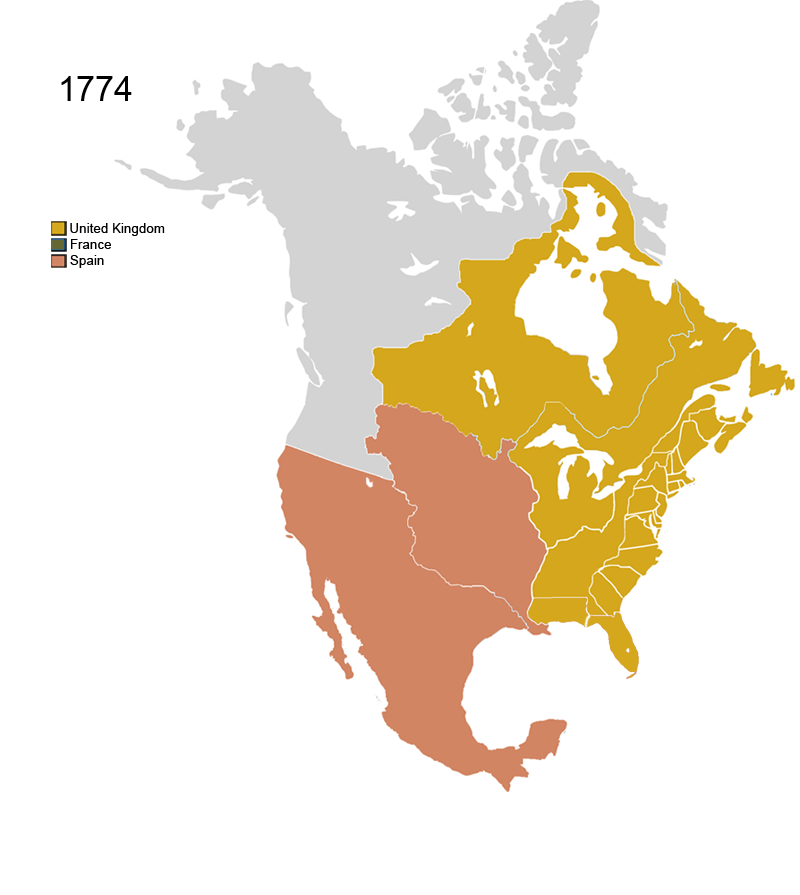

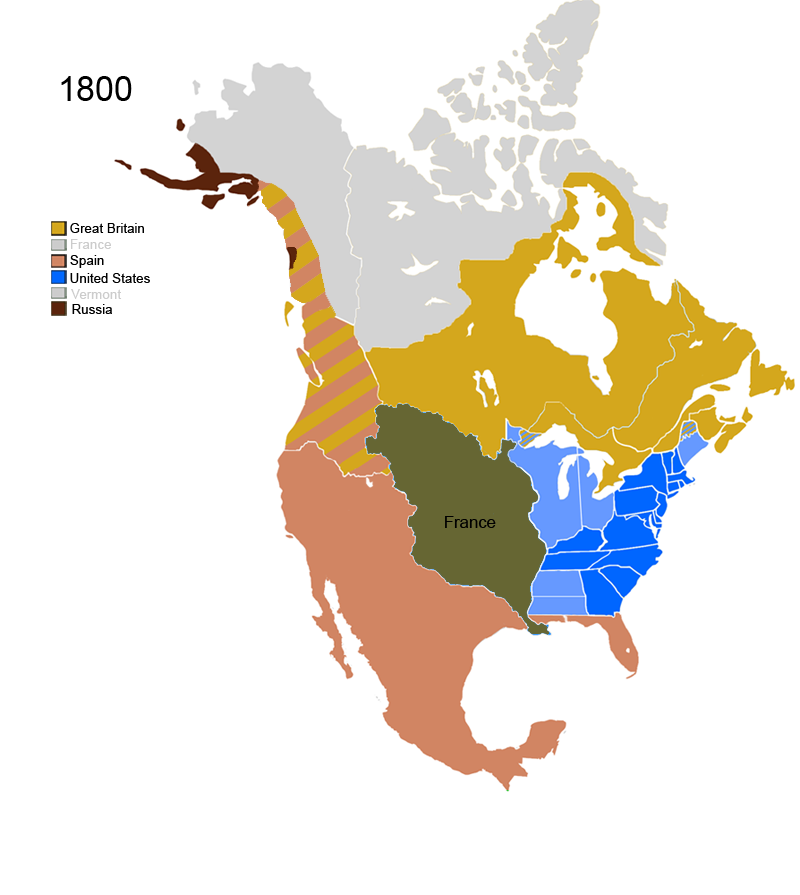

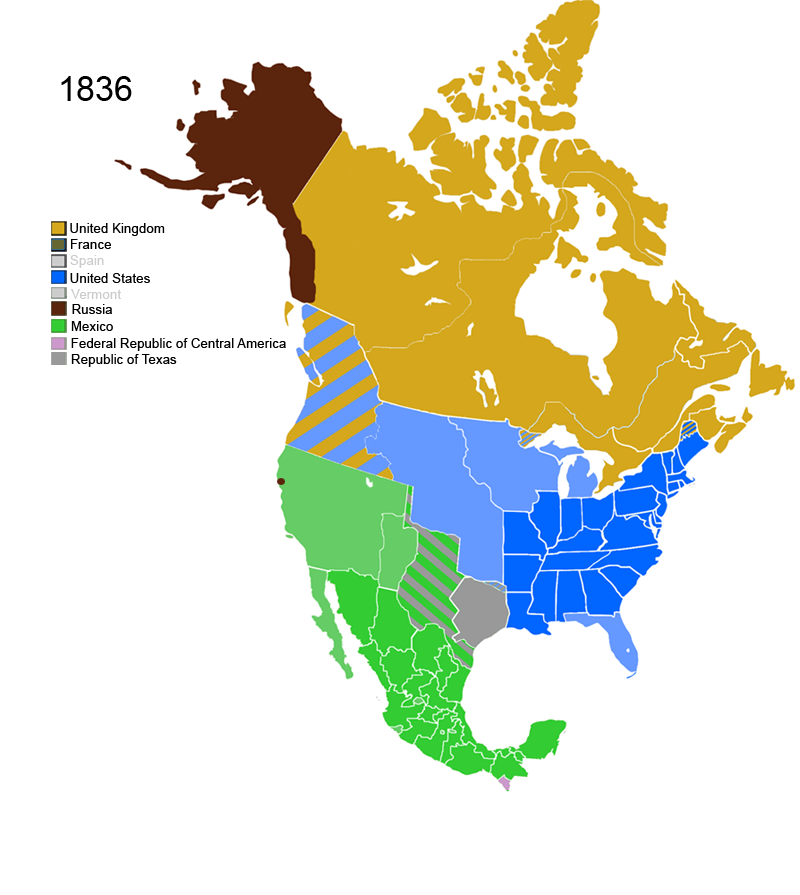

## Wyprawy badawcze i początki osadnictwa
Większość kontynentu amerykańskiego znalazła się w rękach hiszpańskich, ale do wyścigu kolonialnego szybko dołączały kolejne europejskie mocarstwa.

### Działania angielskie
W 1497 r. dopłynął do kontynentu John Cabot (urodzony w Genui jako Giovanni Caboto, Wenecjanin), działający na rzecz angielskich handlarzy. Za cel obrał sobie odnalezienie tzw. Przejścia Północno-Zachodniego. Rejon, w który dotarł nazwał „new found land” (nowo odkryta ziemia) dzisiaj znany jako Nowa Fundlandia. Odkrycia Johna Cabota stały się w przyszłości podstawą do brytyjskich roszczeń terytorialnych na tych obszarach
Pierwszą brytyjską kolonią stało się Roanoke. Była to wyspa u wybrzeży Karoliny Północnej, na którą osadnicy dotarli w 1585 r. 2 lata później urodziło się pierwsze na Nowym Świecie dziecko pochodzenia europejskiego. Osada jednak nie przetrwała, jej mieszkańcy zaginęli w niewyjaśnionych okolicznościach.
W 1607 r. na terenie dzisiejszego stanu Wirginii (wtedy Kolonia Wirginia) założono kolejną osadę – Jamestown. Była to kolejna już z rzędu próba, tym razem jednak uwieńczona sukcesem.

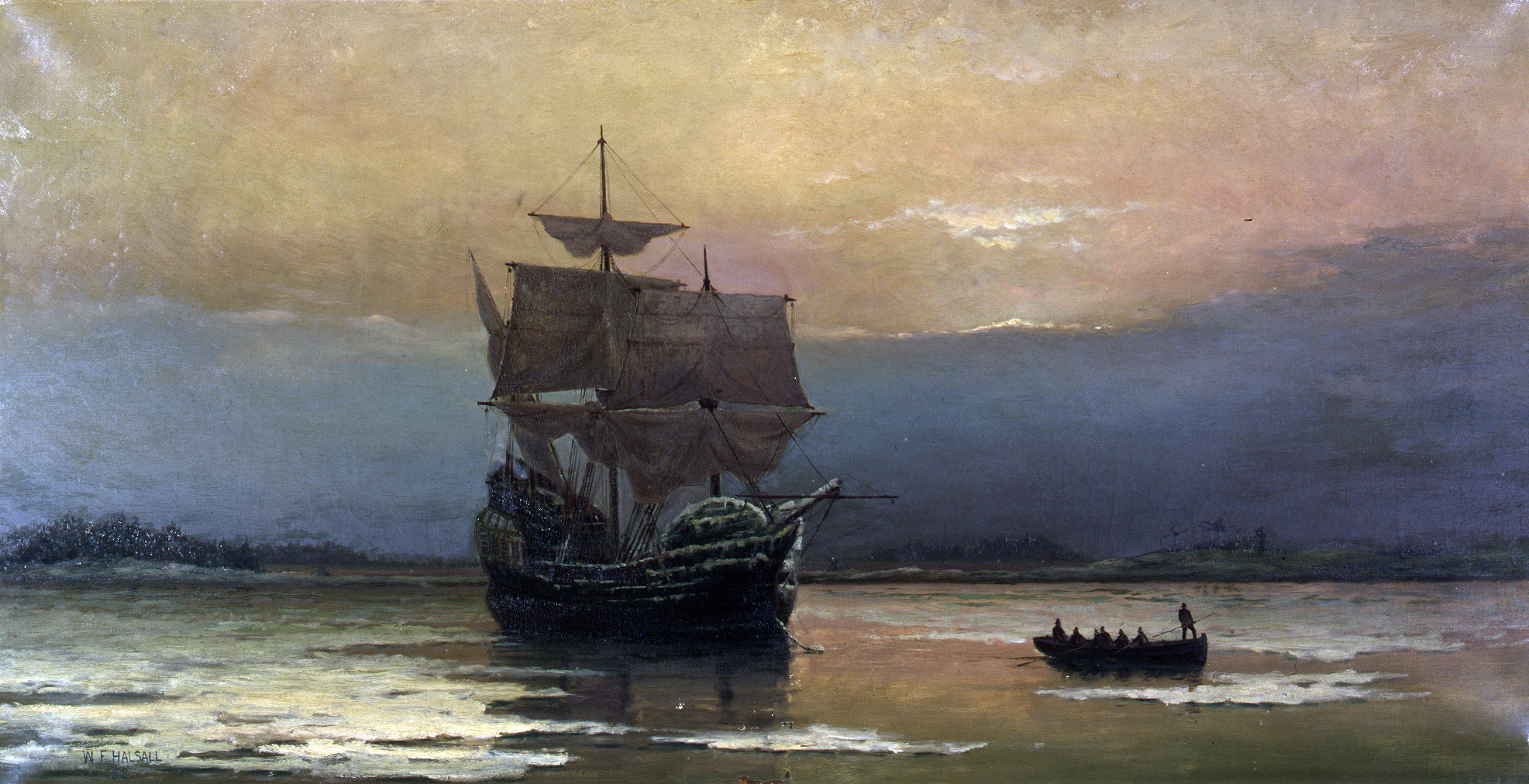
„Mayflower” w Plymouth Harbor, obraz autorstwa William Halsall

W 1620 grupa angielskich purytan, niezadowolona z życia w Europie osiedliła się w Plymouth, w okolicach dzisiejszego Massachusetts. Była to słynna wyprawa w liczbie 102 osób na statku Mayflower, w której wszyscy mężczyźni (41) zdecydowali się na podpisanie tzw. Mayflower compact. Była to umowa dotycząca zasad nowego ładu społecznego i zasad jakie przyjęli przestrzegać w założonej przez siebie kolonii. Z założonej wtedy osady wzięły źródło nowe, które dały początek istnieniu New Hampshire (1623), Maine (1623), Providence (1636), Rhode Island (1644) i Vermont (1724). Zajmowane tereny zaczęto nazywać Nową Anglią.

### Działania hiszpańskie

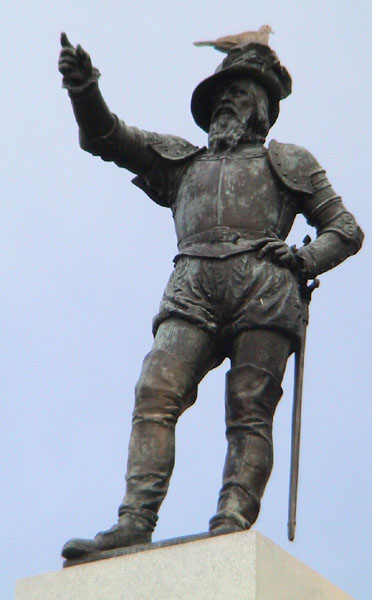
Juan Ponce de León (jego pomnik w St. Augustine)

Hiszpania rościła sobie szczególne prawa do podboju nowych terenów z racji tego, że Kolumb dowodził wyprawą organizowaną przez monarchów tego właśnie kraju. Ponadto od 1494 r. obowiązywał już Traktat z Tordesillas nadający Hiszpanom olbrzymie posiadłości.
W 1512 r. od południa w głąb kraju udała się ekspedycja pod wodzą Juana Ponce de León. Zdobyty obszar nazwano Florydą. Relacje Juana Ponce de León zachęciły kolejnych podróżników do odkrywania nowego kontynentu. W rezultacie w 1540 r. następna wyprawa udała się w górę Rio Grande i opanowała terytorium Nowego Meksyku. Na drodze natrafiono też na Indian Pueblo, którzy w przeciwieństwie do większości plemion trudnili się rolnictwem.
W 1565 założono pierwszą stałą europejską osadę na kontynencie amerykańskim: St. Augustine. W przyszłości stała się ona politycznym i militarnym centrum nowej prowincji Floryda. Kolejne wyprawy doprowadziły do uzyskania przez Hiszpanię terytoriów Teksasu, Kalifornii, Nevady, Utah, Kolorado i Arizony. Z czasem wszystkie te zdobycze zyskały miano Nowej Hiszpanii.

### Działania francuskie

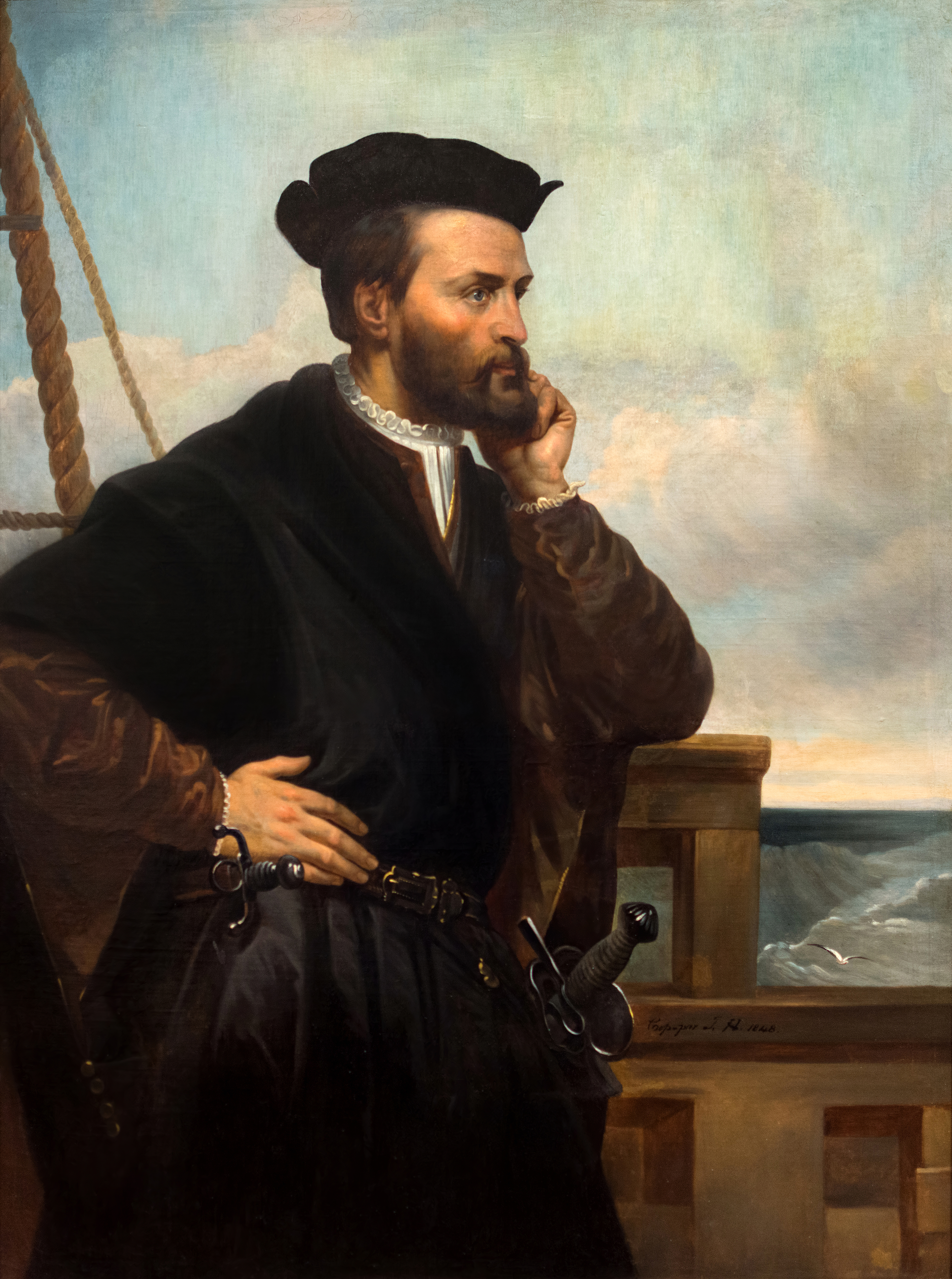
Jacques Cartier

Pierwszych odkryć w Ameryce na rzecz Francji dokonał Jacques Cartier, docierając do Nowej Fundlandii i ujścia Rzeki Świętego Wawrzyńca w latach 30. XVI wieku. Jego wyprawa miała jedynie charakter rekonesansowy i nie zdecydowano się na rozpoczęcie osadnictwa.
Dzieło Cartiera kontynuował Samuel de Champlain, wspierany przez takich podróżników jak Herman de Clermont de Chastes czy René-Robert Cavelier de La Salle. Dodatkowo prowadzono intensywną akcję kolonizacyjną, czego rezultatem było m.in. założenie Quebeku w 1608 r.
W 1682 r. René-Robert Cavelier de La Salle po „odkryciu” delty rzeki Missisipi założył kolonię w Luizjanie. W posiadanie francuskie dostały się także wszystkie ziemie leżące wzdłuż koryta Missisipi. Niska gęstość zaludnienia tego obszaru przez kolonistów mogła być jednym z powodów dobrych relacji francusko-indiańskich w przyszłości. Poza tym Francuzi chętniej brali kobiety Indiańskie za żony, w przeciwieństwie do Hiszpanów czy Anglików. Nowo podbite tereny zaczęto nazywać Nową Francją. Z czasem kolonia ta rozpoczęła coraz ostrzejszą rywalizację z Nową Anglią, w rezultacie czego konfrontacja stała się nieunikniona.

### Działania holenderskie

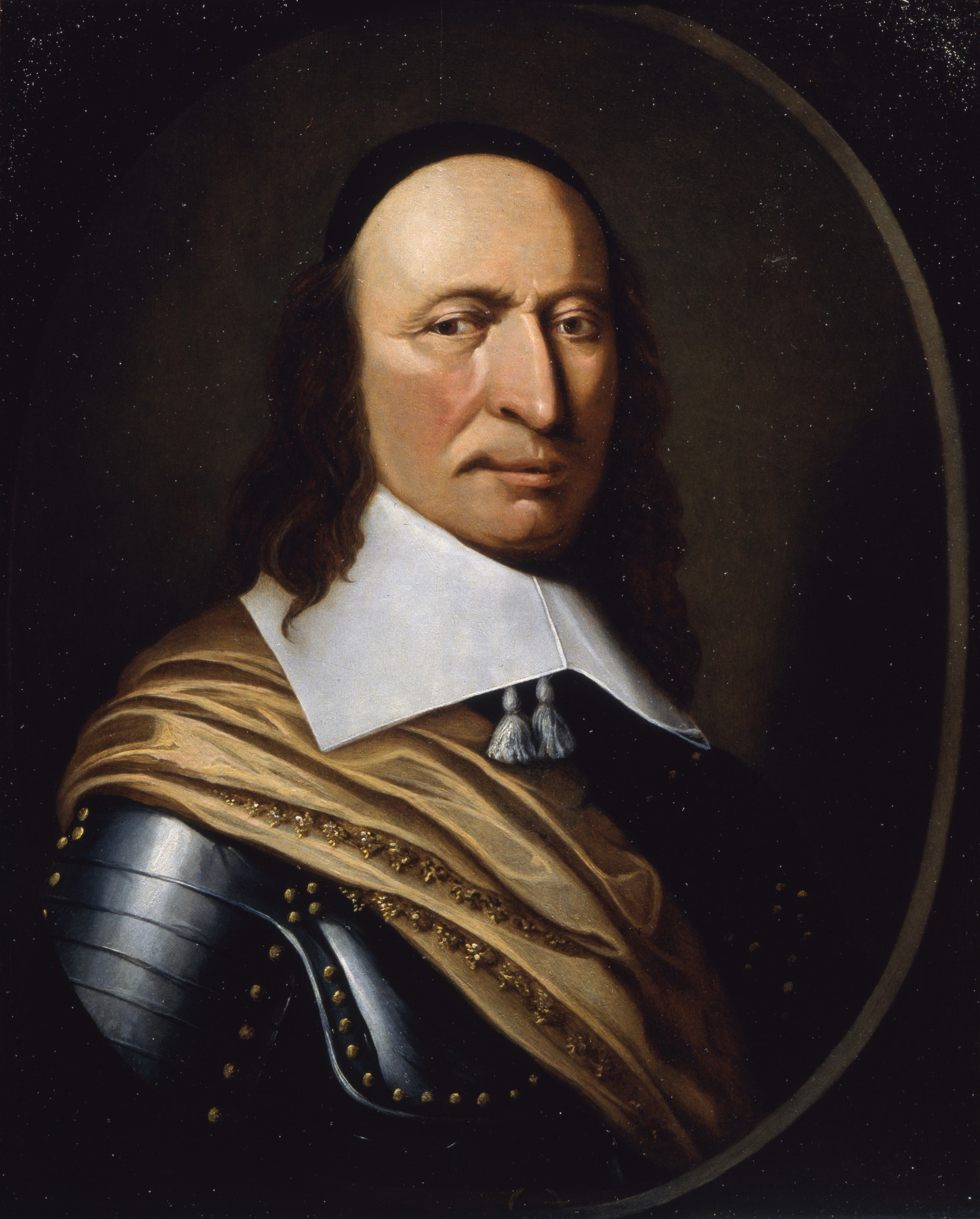
Peter Stuyvesant

Pierwszym terenem zajętym przez grupę Holendrów był obszar dzisiejszego Connecticut, gdzie w 1614 r. założono osadę. W tym samym roku na wyspie Manhattan Holendrzy założyli małą faktorię handlową, przemianowaną w roku 1625 na osadę – Nowy Amsterdam. Wykupu ziemi od Algonkinów podjął się Peter Minuit. Kolejne wyprawy holenderskie do Ameryki organizowała Kompania Zachodnioindyjska. Dzięki jej zabiegom w 1623 roku ok. 30 flamandzko-walońskich rodzin osiedliło się na nowo zajętych terenach nad rzeką Connecticut. Przejęty przez Holandię obszar zyskał miano Nowej Holandii. W 1655 r. drogą zbrojną rozszerzyła ona swoje panowanie na Nową Szwecję. Dokonał tego ówczesny gubernator – Peter Stuyvesant.
W połowie XVII wieku nad Nową Holandią zawisło widmo utraty pozycji, gdyż Anglicy zaczęli zgłaszać roszczenia wobec zajmowanych przez nią terytoriów. Za podstawę uchodził fakt odkrycia tych terenów przez Johna Cabota. Holandia, w obawie przed zagrożeniem, zaczęła szukać porozumienia z Francją, co stało się pretekstem do angielskiej napaści, która dokonała się w roku 1664. Cała kolonia wraz z Nowym Amsterdamem przemianowanym na Nowy Jork dostała się w posiadanie Anglii, ale powróciła jeszcze raz do Holendrów tylko tym razem na krótki okres, czyli lata 1673–1674. Holendrzy zrzekli się ostatecznie tych ziem w zamian za uznanie praw do Surinamu.

### Działania szwedzkie

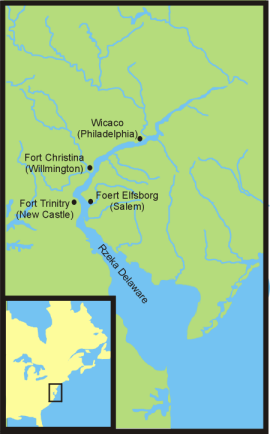
Nowa Szwecja

W XVII wieku Szwecja jako potęga militarna zdecydowała się dołączyć do wyścigu kolonialnego. W 1637 r. grupa szwedzkich, niemieckich i holenderskich kupców doprowadziła do zorganizowania wyprawy pod wodzą Petera Minuita. W 1638 r. wyprawa dotarła do wybrzeży Ameryki i zajęła tereny u ujścia Delaware. Zbudowano osadę Fort Christina, dzisiejszy Wilmington. W kolejnych latach w rejon ten przybywały statki przywożące nowych osadników, w zdecydowanej większości z krajów skandynawskich. Kolonia stopniowo rozszerzała swoje terytorium, które zaczęto nazywać Nową Szwecją. Lata jej świetności przypadły na okres 1643–1653 r., czyli do czasu uwikłania w wojnę z Nową Holandią, której gubernator – Peter Stuyvesant – dokonał aneksji terenów kontrolowanych przez Nową Szwecję. Kolonizacja skandynawska trwała jednak na tym obszarze nadal, także po rewolucji amerykańskiej i również obecnie tereny te stanowią większe skupisko Amerykanów pochodzenia skandynawskiego.

## Rozwój kolonii brytyjskich

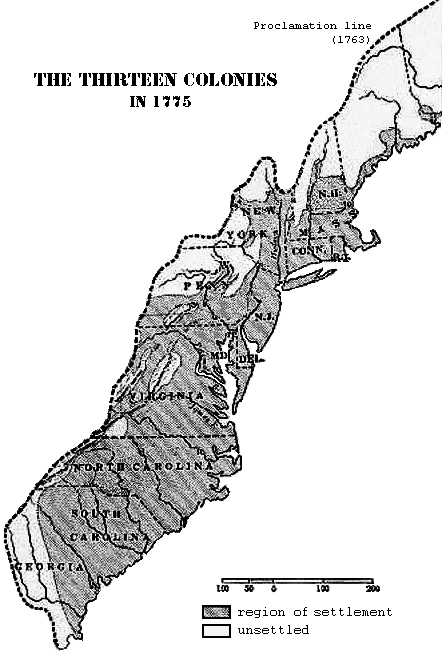
Trzynaście kolonii w 1775

W Nowej Anglii w szybkim tempie wyrastały kolejne osady. W 1634 r. – Maryland, 1660 r. – Karolina, 1732 r. – Georgia. W połowie XVIII wieku liczba białych mieszkańców w trzynastu koloniach doszła do ok. 2,5 mln, natomiast czarnych niewolników było ok. 0,5 mln. W międzyczasie (1664) Anglicy wyparli Holendrów z ich posiadłości i przejęli Nowy Amsterdam. Ponadto w 1681 r. przejęta przez kwakra Williama Penna Pensylwania połączyła tereny zamieszkane na północy i południu.
Oba obszary różniły się jednak pod względem wyznaniowym, kulturalnym i gospodarczym. Północ była zaludniona przez osadników mieszczańskich (zwykle wyznawców różnych sekt) rozwijających przemysł i handel, na południu zaś przeważała anglikańska szlachta rozwijająca wielkie gospodarstwa rolne, posługując się czarnymi niewolnikami. Poczucie wspólnoty wyrosło dzięki wspólnej walce z Indianami i Francuzami.
Okazją do tego stała się wojna siedmioletnia. Co prawda główne działania mocarstwa prowadziły w Europie, lecz konflikt wybuchł również w koloniach. Przeszedł do historii pod nazwą brytyjskiej wojny z Indianami i Francuzami. Bezpośrednią przyczyną jego zaistnienia stał się spór terytorialny między Anglią i Francją o posiadłości w dolinie rzeki Ohio. Oto najważniejsze wydarzenia tej wojny:
- bitwa pod Jumonville Glen
- bitwa pod Great Meadows
- bitwa pod Lake George
- deportacje Akadyjczyków
- bitwa na Równinie Abrahama

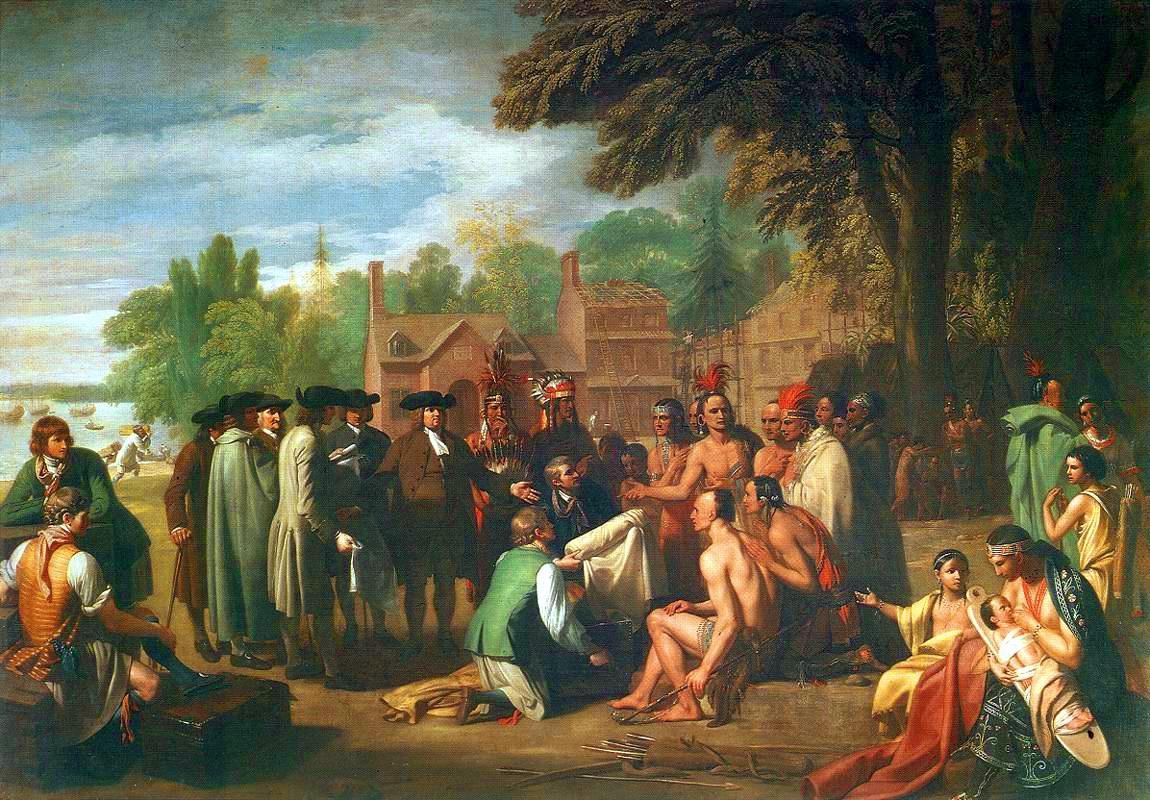
Zawarcie traktatu z Indianami, autorstwa Benjamin West

Ostatnia z tych bitew przeważyła szalę zwycięstwa na stronę Brytyjczyków. Ostatnie starcia z 1760 r. tylko ten wynik przypieczętowały. Podpisany w 1763 r. pokój paryski pozwolił Imperium brytyjskiemu na przejęcie niemal całej Nowej Francji i części Luizjany oraz na wymianę Hawany w zamian za hiszpańską Florydę. Doprowadziło to do poważnego wzmocnienia pozycji Anglików w Ameryce Północnej.
W tym okresie rozwój kultury był raczej skromny, życie kulturalne ograniczało się do objazdowych trup cyrkowo-aktorskich i wędrownych grajków. Kwitło jednak szkolnictwo – głównie nauki przyrodnicze i techniczne. Obok każdego kościoła budowano szkołę, powstało także pięć uniwersytetów. W społeczeństwie osadników przetrwał duch braterstwa, prostoty, równości i przedsiębiorczości, wraz z ideałami przybyszów z owianego legendą Mayflower. Wśród mieszkańców nadal też żyła wiara w stworzenie nowego, sprawiedliwego świata. Ideały te były zwłaszcza charakterystyczne dla mieszkańców północnej części trzynastu kolonii. Tam, przy względnej równości materialnej sporej części ludzi wykształcały się bardziej demokratyczne stosunki między kolonistami.

## Konflikty kolonistów z władzami Anglii

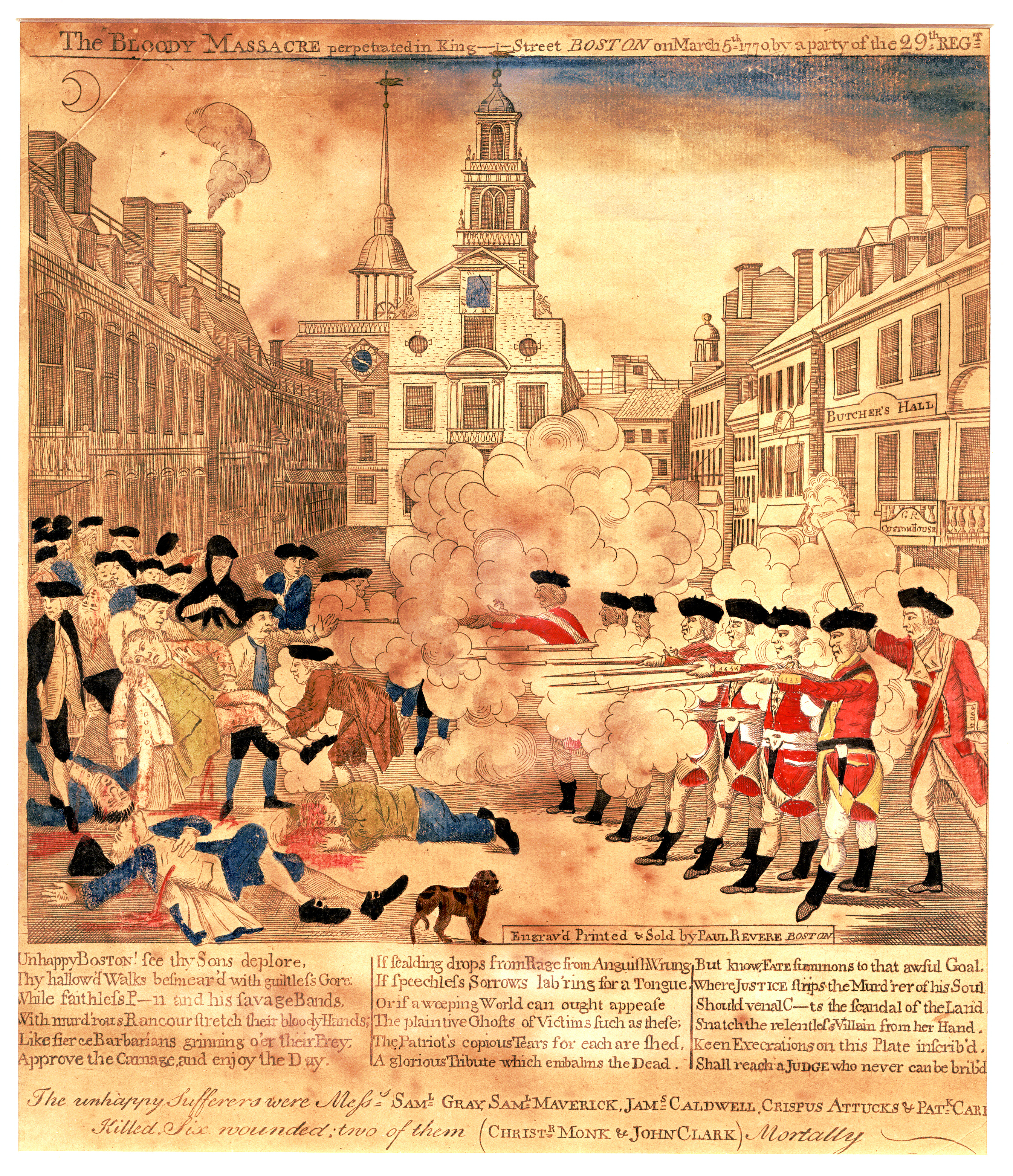
Rycina autorstwa Paula Revere

Większością kolonii zarządzali wtedy specjalnie przysłani z Anglii gubernatorzy, przeważnie niezwiązani z lokalnymi społecznościami. Jednocześnie rozwijały się jednak lokalne samorządy, które dążyły do uzyskania większej niezależności od metropolii. Wyrazem tego był np. Kongres z Albany. Tymczasem Anglia traktowała swe zamorskie posiadłości jako rynek zbytu i źródło surowców. Nie było zgody na powstawanie manufaktur, co nie poprawiało nastrojów wśród kolonialistów. Akty Nawigacyjne, czyli ustawy mające za zadanie ochronę angielskich posiadłości przed konkurencją innych mocarstw kolonialnych dokładnie regulowały, które towary mogą być produkowane w koloniach, a które muszą być sprowadzane z kontynentu.

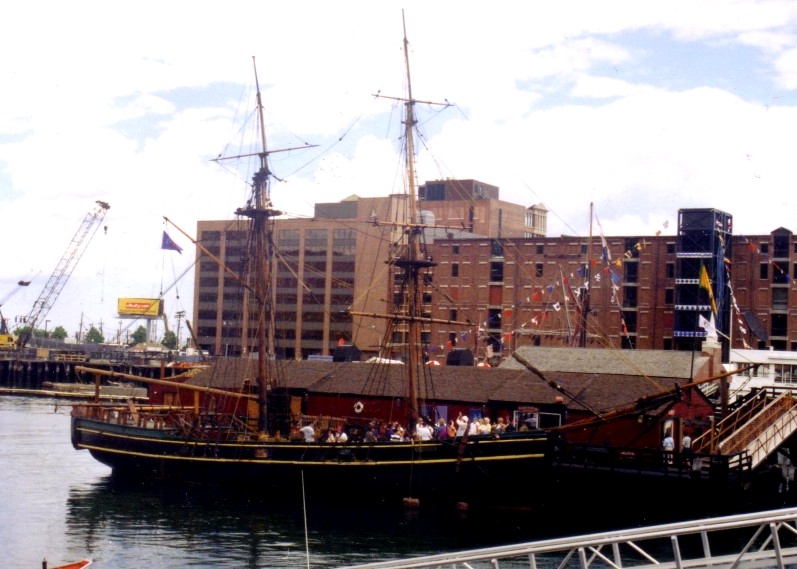
Współczesna replika statku handlowego, miejsca akcji herbatki bostońskiej, zakotwiczona w historycznym porcie w Bostonie

Działania zbrojne w czasie brytyjskiej wojny z Indianami i Francuzami spowodowały dodatkowe chęci władz do nowego rodzaju opodatkowania ludności. W 1765 r. wprowadzono tak zwaną opłatę stemplową. Wywołało to wzburzenie mieszkańców, gdyż uważali oni za niesprawiedliwy obowiązek płacenia podatków do wspólnej kasy, przy jednoczesnym braku swej reprezentacji w parlamencie. Ogłoszono nawet bojkot angielskich towarów, co spowodowało chwilowe ustępstwa rządu, jednak stało się jasne, że bez radykalnej zmiany obecnego stanu ponowny konflikt pozostawał kwestią czasu.
W 1770 r. przeciwko nowym cłom zaprotestowali mieszkańcy Bostonu. Protestujący tłum został ostrzelany przez wojsko, a całe wydarzenie przeszło do historii jako masakra bostońska. W 1773 r. Brytyjska Kompania Wschodnioindyjska otrzymała od rządu prawo do sprzedaży herbaty amerykańskim koloniom z pominięciem ceł i podatków, co wyraźnie uderzało w lokalnych importerów tego produktu. W odpowiedzi kilkudziesięciu członków konspiracyjnej organizacji Synowie Wolności, tuż po przypłynięciu transportu herbaty do portu w Bostonie wdarło się na pokład statku (w przebraniach Indian) i cały ładunek zniszczono. Zajście nazwano z czasem bostońskim piciem herbatki. Reakcją brytyjską było zamknięcie bostońskiego portu, co spowodowało zakłócenia handlu w regionie. Nastroje społeczne uległy radykalizacji, a zwołany w 1774 r. I Kongres Kontynentalny podjął decyzję o przygotowaniu zbrojnego wystąpienia, usiłując jednak nadal prowadzić rokowania ze stroną brytyjską.
Polityka prowadzona przez Wielką Brytanię, zwłaszcza w latach 60. i 70. XVIII wieku oraz szerzące się idee oświeceniowe dokonały gruntownej zmiany w społeczeństwie kolonistów. Przestawali być już poddanymi brytyjskimi i jawnie zaczęli dążyć do niezależności. Zachodzące w tym czasie procesy i wydarzenia tego okresu zwane są rewolucją amerykańską. 19 kwietnia 1775 roku doszło do pierwszej konfrontacji zbrojnej sił kolonistów z armią brytyjską – bitwy pod Lexington.

## Proklamacja niepodległości i wojna

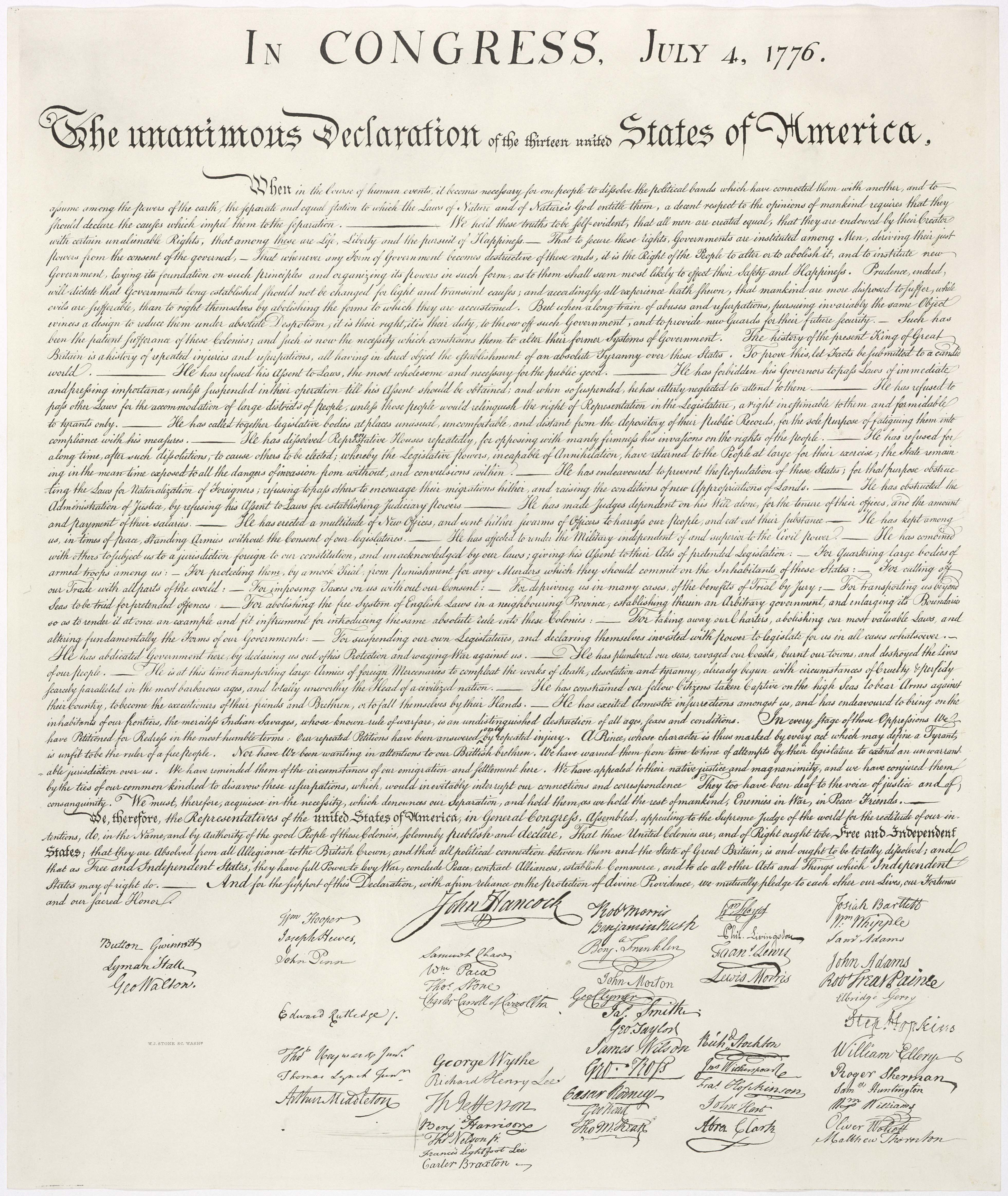
Deklaracja niepodległości

Walki rozgorzały na większym obszarze. Dowództwo sił kolonialnych zostało powierzone Jerzemu Waszyngtonowi. W wojnie tej wyróżnili się Thomas Jefferson, Benjamin Franklin, John Adams, James Monroe, Tadeusz Kościuszko, Kazimierz Pułaski,
Marie Joseph de La Fayette.
Obradujący od 1775 r. II Kongres Kontynentalny w dniu 4 lipca 1776 r. ogłosił Deklarację Niepodległości Stanów Zjednoczonych. Oznaczało to formalne zerwanie związków angielskich kolonii w Ameryce Północnej z Wielką Brytanią. Twórcą deklaracji był Thomas Jefferson, a jej sygnatariuszy nazwano Ojcami-Założycielami. Oto najważniejsze wydarzenia wojny o niepodległość USA:
- bitwa pod Lexington i Concord
- bitwa pod Quebekiem
- oblężenie Bostonu
  - bitwa pod Bunker Hill
- deklaracja niepodległości
- bitwa pod Pell’s Point
- bitwa pod Princeton
- bitwa pod Oriskany
- bitwa pod Savannah
- bitwa pod Saratogą
- traktat paryski, zwany pokojem wersalskim

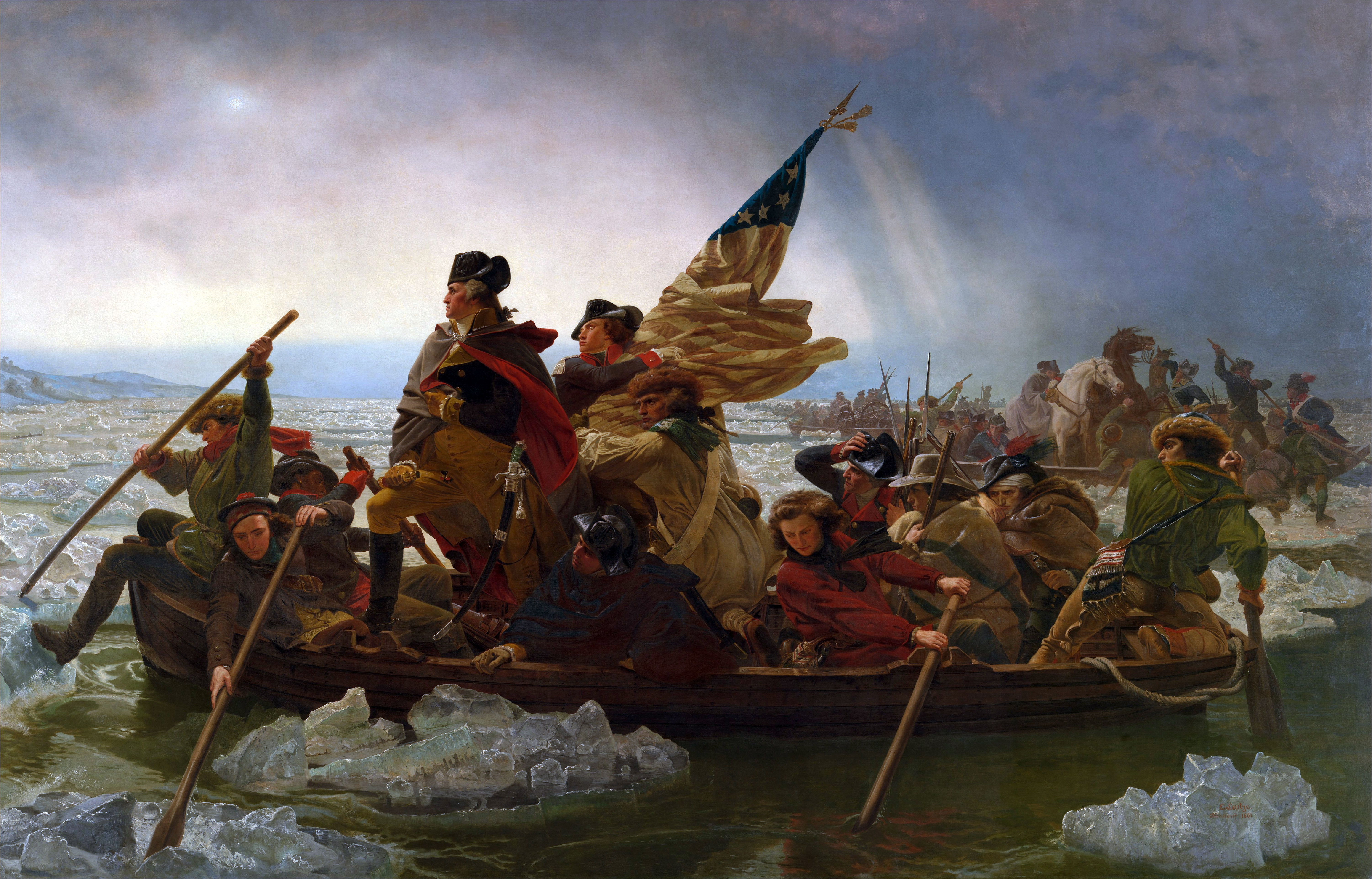
George Washington przeprawia się przez rzekę Delaware

Pokój z 1783 r. zakończył wojnę i uznał istnienie nowego państwa Stanów Zjednoczonych Ameryki z Missisipi jako zachodnią granicą. Koloniści wyrwali się spod panowania Jerzego III.

## Uchwalenie konstytucji

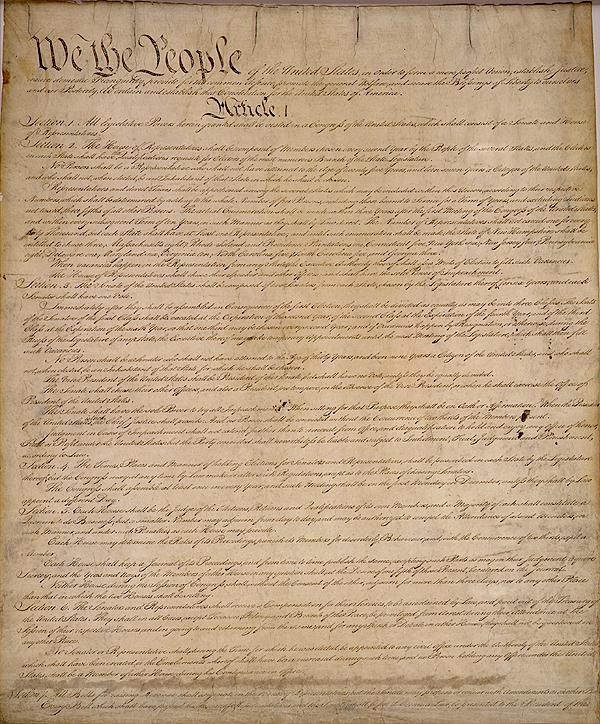
Konstytucja Stanów Zjednoczonych

Ustrój powstającego państwa tworzył się w duchu oświeceniowym. Zdecydowano się na monteskiuszowską zasadę trójpodziału władz. W 1787 r. obowiązujące do tej pory artykuły konfederacji i wieczystej unii zastąpiła jedna z pierwszych w świecie konstytucji. Jej pierwotną wersję przygotowywał James Madison. Nowa ustawa zasadnicza regulowała relacje pomiędzy władzą centralną a stanami. Powstałe państwo było republiką federalną z prezydentem jako głową państwa i Kongresem jako władzą ustawodawczą. Pod względem sposobu sprawowania władzy USA stały się typowym przykładem państwa, w którym występuje system prezydencki – głowa państwa stała jednocześnie na czele gabinetu.
Pierwszym prezydentem został Jerzy Waszyngton. Początkowo nowe państwo borykało się z licznymi problemami natury polityczno-społecznej i finansowej. Trwała walka pomiędzy dwoma obozami: Federalistów (późniejszych Republikanów) pragnących silnej władzy centralnej i Antyfederalistów (którzy przekształcili się później w Demokratycznych Republikanów, a następnie w Demokratów) dążących do zachowania odrębności poszczególnych stanów.
Drugą kwestią sporną stało się niewolnictwo: na północy ludzie czarnoskórzy byli ludźmi wolnymi, natomiast na południu niewolnikami. Różnice te miały stać się w przyszłości głównym źródłem konfliktów pomiędzy amerykańskimi stanami.
Sytuację finansową nadzorował minister skarbu w gabinecie Waszyngtona – Alexander Hamilton – przywódca Federalistów i twórca nowej waluty – amerykańskiego dolara.

## USA po wojnie
| Wzrost liczby ludności USA | Wzrost liczby ludności USA |
| -------------------------- | -------------------------- |
| 1790                       | 3 929 214                  |
| 1800                       | 5 308 483                  |
| 1810                       | 7 239 881                  |
| 1820                       | 9 638 453                  |
| 1830                       | 12 860 702                 |
| 1840                       | 17 063 353                 |
| 1850                       | 23 191 876                 |
| 1860                       | 31 443 321                 |

## Rozwój terytorialny i polityka zagraniczna
Pomimo licznych kłopotów wewnętrznych, Stany Zjednoczone z powodzeniem rozszerzały swoje terytorium – w 1803 r. prezydent Thomas Jefferson odkupił francuską Luizjanę od Napoleona, co niemal dwukrotnie zwiększyło terytorium kraju. Ponadto w 1818 r. udało się uzyskać Terytorium Dakoty.

### Wojny berberyjskie
W początkach XIX wieku Stany Zjednoczone były zaangażowane w dwie wojny przeciw muzułmańskim państwom berberyjskim w Afryce Północnej:
- 1801–1805 – I wojna berberyjska
- 1815–1816 – II wojna berberyjska

Przesłanką konfliktów były rozpoczęte w 1784 roku napaści piratów berberyjskich na jednostki amerykańskie, przetrzymywanie zakładników oraz koszty płaconych haraczy i żądania ich zwiększenia.

### Wojna brytyjsko-amerykańska
W 1812 wybuchł kolejny spór brytyjsko-amerykański. Zarzewiem konfliktu stały się pogranicze kanadyjskie oraz spór związany z blokadą handlową stosowaną przez Brytyjczyków wobec napoleońskiej Francji. Wielka Brytania wykorzystała pretekst, by podjąć zbrojną próbę przywrócenia statusu kolonialnego Stanów Zjednoczonych, ale bez skutku. Wojna brytyjsko-amerykańska zakończyła się pokojem, w zasadzie nie przynosząc wymiernych korzyści żadnej ze stron. W końcowej fazie jednak przewaga militarna była po stronie amerykańskiej, co zapoczątkowało budowę mitu o niezwyciężonej armii. Było to także dodatkowym czynnikiem w procesie formowania się narodu amerykańskiego. Konsekwencjami konfliktu były także podpisanie ugody Rusha-Bagota z 1817 r., dotyczącej demilitaryzacji strefy nadgranicznej oraz konwencja z 1818 r. dotycząca regulacji granic.

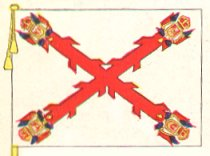
Flaga Nowej Hiszpanii

### Dalsza ekspansja terytorialna i ogłoszenie izolacjonizmu
W 1821 kolejny prezydent USA, James Monroe, doprowadził do uzyskania hiszpańskiej Florydy, co było kolejnym krokiem w umacnianiu pozycji państwa jako najsilniejszego gracza na kontynencie. W 1823 r. prezydent Monroe ogłosił opracowaną przez ówczesnego sekretarza stanu, Johna Quincy’ego Adamsa, tzw. doktrynę Monroego, zakładającą dążenie do powstrzymania europejskiej ekspansji na całym kontynencie amerykańskim w zamian za brak ingerencji USA w sprawy Europy. Oznaczało to początek długiej epoki w dziejach amerykańskiej polityki zagranicznej – okresu izolacjonizmu.
W tym czasie koloniści osiedlali się także na terenach niepodległego od 1821 r. Meksyku, szczególnie na terenie Teksasu. Władze tego kraju odmawiały jednak przyznania praw politycznych mieszkańcom tej prowincji, co doprowadziło do formowania się ruchu oporu. Mieszkańcy wykorzystując anarchię i wojny domowe nękające Meksyk proklamowali w 1836 r. Republikę Teksasu, a w 1845 r. ogłosili przyłączenie do USA jako 28. stan. Spowodowało to wybuch wojny amerykańsko-meksykańskiej, trwającej w latach 1846–1848. W jej wyniku Meksyk utracił także Nowy Meksyk i Kalifornię, które łącznie z Teksasem stanowiły przed wojną połowę jego obszaru.
Tymczasem w 1846 r. Stany Zjednoczone uzyskały brytyjskie Terytorium Oregonu (dzisiejsze stany Oregon i Waszyngton), a w 1867 r. dokonały ostatniego nabytku na kontynencie kupując rosyjską Alaskę. Ogółem powierzchnia terytorium Stanów Zjednoczonych wzrosła w XIX wieku sześciokrotnie.

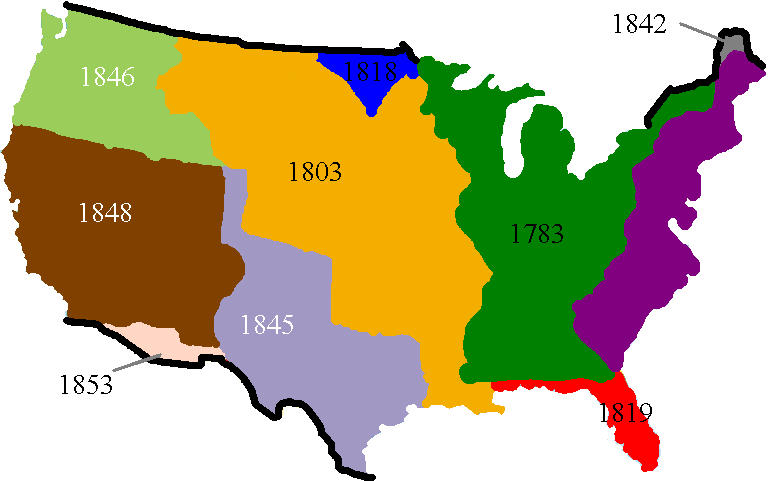
Mapa wskazująca dziejowe powiększanie terytorium Stanów Zjednoczonych

## Rozwój gospodarczy
Liberalne zasady rządzące gospodarką amerykańską skutkowały jej gwałtownym rozwojem. Powszechne prawo wyborcze dla białych i liczne wolności polityczne przyczyniały się do wzmożonego napływu osadników z Europy. Zakładali oni dynamicznie rozwijające się przedsiębiorstwa, zachowując przy tym etos pracy, wytrwałości i oszczędności. Udział Stanów Zjednoczonych w produkcji światowej wzrósł z poziomu 7% w 1840 r. do 23,3% w 1870 r. Powszechnie wprowadzano nowe urządzenia, np. kombajny. Jednak coraz bardziej uwidaczniał się podział na dwie strefy gospodarcze – przemysłową i zurbanizowaną Północ oraz rolnicze Południe, gdzie na plantacjach masowo wykorzystywano pracę niewolników.

## Indianie

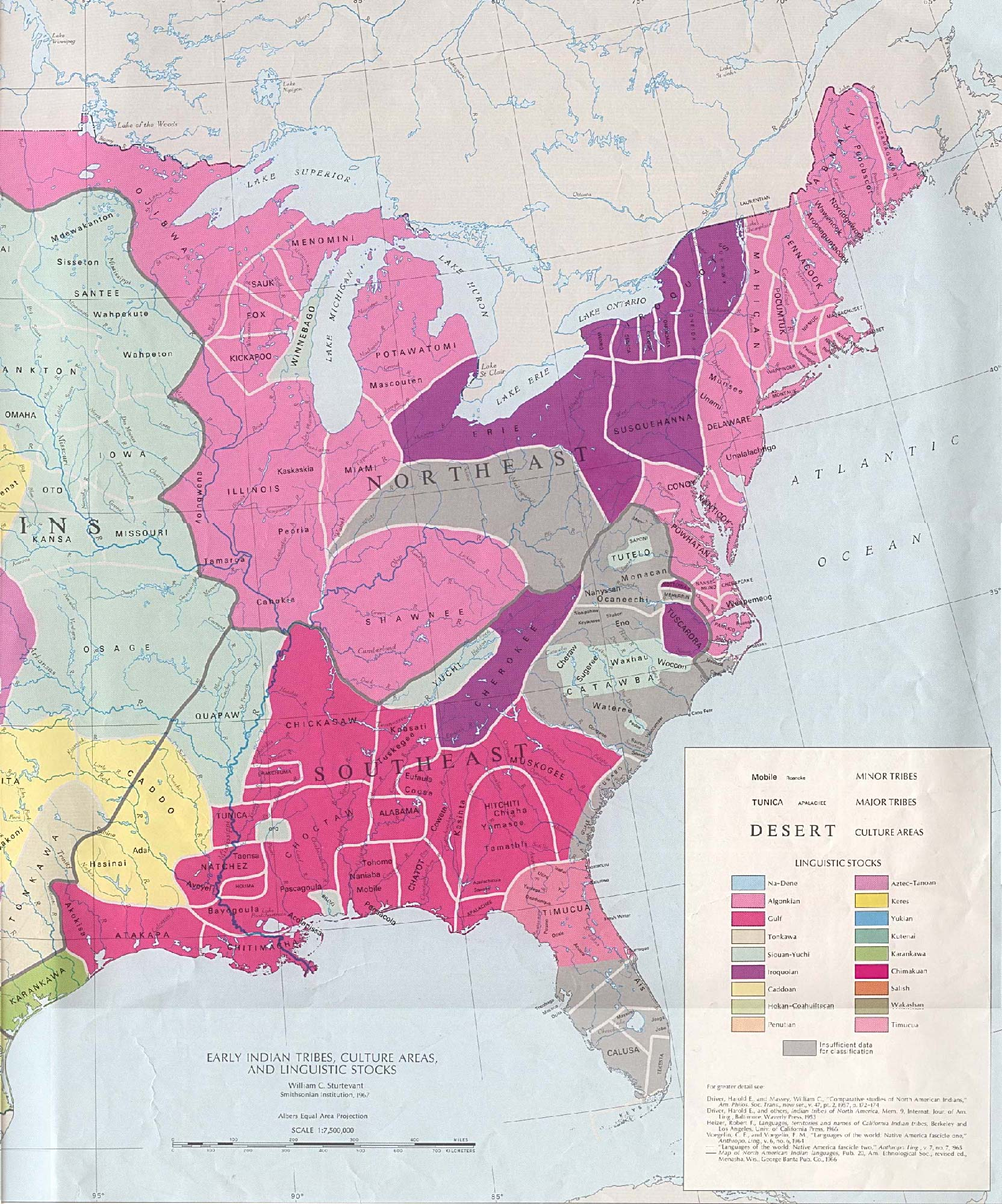
Indianie w Ameryce Północnej w XVII wieku – część wschodnia kontynentu

Na początku XIX wieku w Ameryce Północnej żyło ponad milion Indian, utrzymujących się głównie z łowiectwa, zbieractwa i rybołówstwa i prowadzenia wojen. Postępujący jednak proces osadnictwa białych oznaczał dla autochtonów groźbę utraty macierzystych terenów. Podzieleni na liczne plemiona stopniowo ulegali cywilizacyjnej przewadze europejskich kolonizatorów. Ekspansja osadnicza na zachód doprowadziła do szybkiego skurczenia się indiańskich terenów łowieckich, dodatkowo wytępiono stada bizonów amerykańskich, będących dotychczas podstawą utrzymania dla wielu plemion. Kolejnym zagrożeniem dla Indian były choroby takie jak ospa oraz częste przypadki popadania w uzależnienie od alkoholu dostarczanego przez osadników. Część autochtonów decydowała się na podjęcie walki zbrojnej, lecz nie miała ona szansy powodzenia w walce z regularną i dobrze uzbrojoną armią. Wielu poległo też w wojnach międzyplemiennych. Ocalałych Indian zdecydowano się przesiedlić do specjalnie wydzielonych rezerwatów. Konflikty władz państwowych z Indianami przeszły do historii pod nazwą Wojen z Indianami.

## Niewolnictwo
Niewolnictwo w Stanach Zjednoczonych ma swój rodowód w systemie produkcji rolniczej, szczególnie bawełny, w dużych majątkach, tzw. plantacjach. To gospodarcze nacechowanie niewolnictwa w Stanach Zjednoczonych dało początek polaryzacji na tle geograficzno-społeczno-kulturowym, która kulminowała w wojnie secesyjnej pomiędzy Północą a Południem. Ostatecznie wygrana Północy po morderczej pięcioletniej kampanii: wielu krwawych bitwach, potyczkach oraz wzajemnych najazdach i rzeziach położyła kres niewolnictwu, jednocześnie pustosząc duże połacie kraju.

## Wojna secesyjna

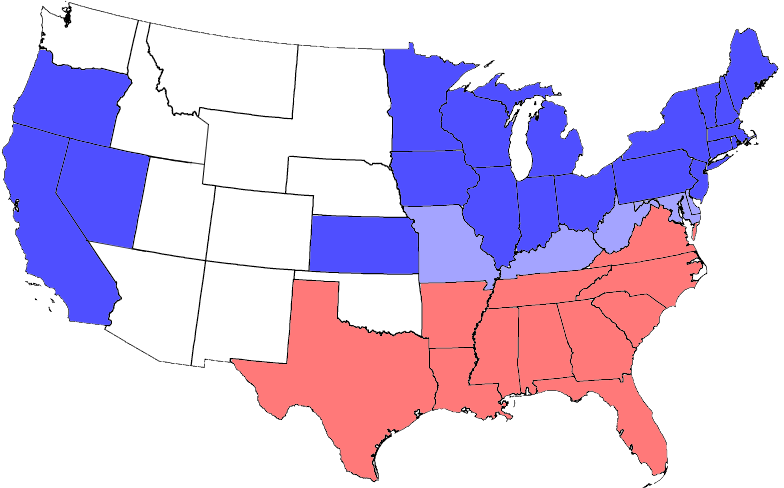
Podział terytorium USA podczas wojny secesyjnej:
stany Unii
stany Konfederacji
stany graniczne Unii, w których panowało niewolnictwo do końca wojny
zorganizowane terytoria USA

stany Unii
     stany Konfederacji
     stany graniczne Unii, w których panowało niewolnictwo do końca wojny
     zorganizowane terytoria USA

### Przyczyny
W tym czasie zaostrzyły się przeciwieństwa pomiędzy Północą a Południem, które zogniskowały się na kwestii niewolnictwa czarnoskórych. Wywoływało to kryzysy polityczne, powstał ruch abolicjonistyczny. Próbowano zawierać różne ugody (m.in. kompromis Missouri 1820 r., kompromis 1850 r., ustawa Kansas-Nebraska 1854 r.) jednak nie przynosiły one rezultatów. Przeciwnicy niewolnictwa skonsolidowali się po skazaniu na śmierć i straceniu w 1859 r. abolicjonisty Johna Browna, który próbował wywołać powstanie czarnoskórych niewolników.
Wybór przeciwnika niewolnictwa Abrahama Lincolna na prezydenta w 1860 r. spowodował wystąpienie 11 stanów południowych (pod przewodnictwem Karoliny Południowej) z Unii (24 pozostały lojalne wobec Waszyngtonu). Stany te utworzyły następnie Skonfederowane Stany Ameryki, zwane Konfederacją, w odróżnieniu od Unii.

### Wybuch walk

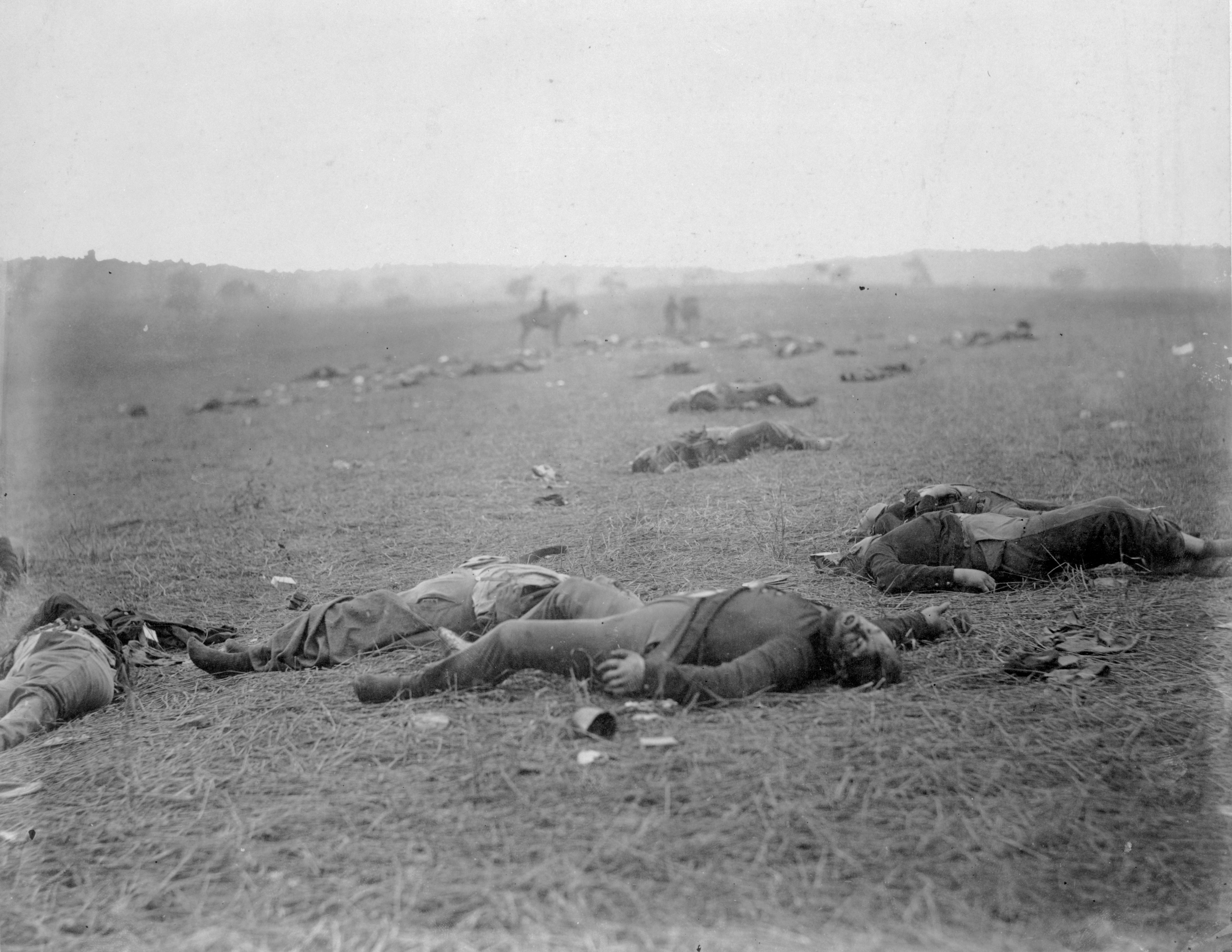
Pobojowisko po bitwie pod Gettysburgiem

Rozpoczęła się wojna domowa zwana wojną secesyjną, która trwała od 1861 do 1865 roku.
Rozpoczął ją 12 kwietnia 1861 r. atak sił Konfederacji na Fort Sumter w Charleston, w Karolinie Południowej. Mimo ekonomicznej, politycznej i militarnej przewagi Unii, Konfederacja pod dowództwem generałów T.J. Jacksona, J.E. Johnstona i Robert E. Lee odnosiła do połowy 1862 r. sukcesy na wszystkich frontach. Nawet wprowadzona w 1861 r. przez Unię blokada wybrzeży Konfederacji okazała się nieefektywna.
20 maja 1862 r. Kongres Unii przyjął ustawę o osadnictwie, która miała przyciągnąć ochotników do walki po stronie Unii. Wkrótce potem nierozstrzygnięta bitwa pod Antietam (17 września 1862 r.), uznana za sukces Unii, skłoniła ją do ofensywy, jednocześnie powodując wycofanie się Wielkiej Brytanii i Francji z mediacji. Przekreśliło to nadzieję Konfederacji na uzyskanie uznania międzynarodowego i pomocy ze strony mocarstw europejskich.
W takiej sytuacji prezydent Lincoln postanowił przyspieszyć decyzję o zniesieniu niewolnictwa, wydając proklamację emancypacji, na mocy której zniesiono bez odszkodowań niewolnictwo na obszarze Skonfederowanych Stanów Ameryki.
Decydująca bitwa pod Gettysburgiem (1–3 lipca 1863 r.) zapoczątkowała serię zwycięstw wojsk Unii pod dowództwem generała Ulissesa Granta oraz W.T. Shermana na wszystkich frontach. W drugiej połowie 1863 roku przejęły one kontrolę nad rzeką Missisipi, zdobywając Vicksburg i zajęły stan Tennessee, a w 1864 r. – Georgię, dzieląc Konfederację na kilka części. Ponowny wybór Lincolna na prezydenta umocnił Unię.

### Skutki

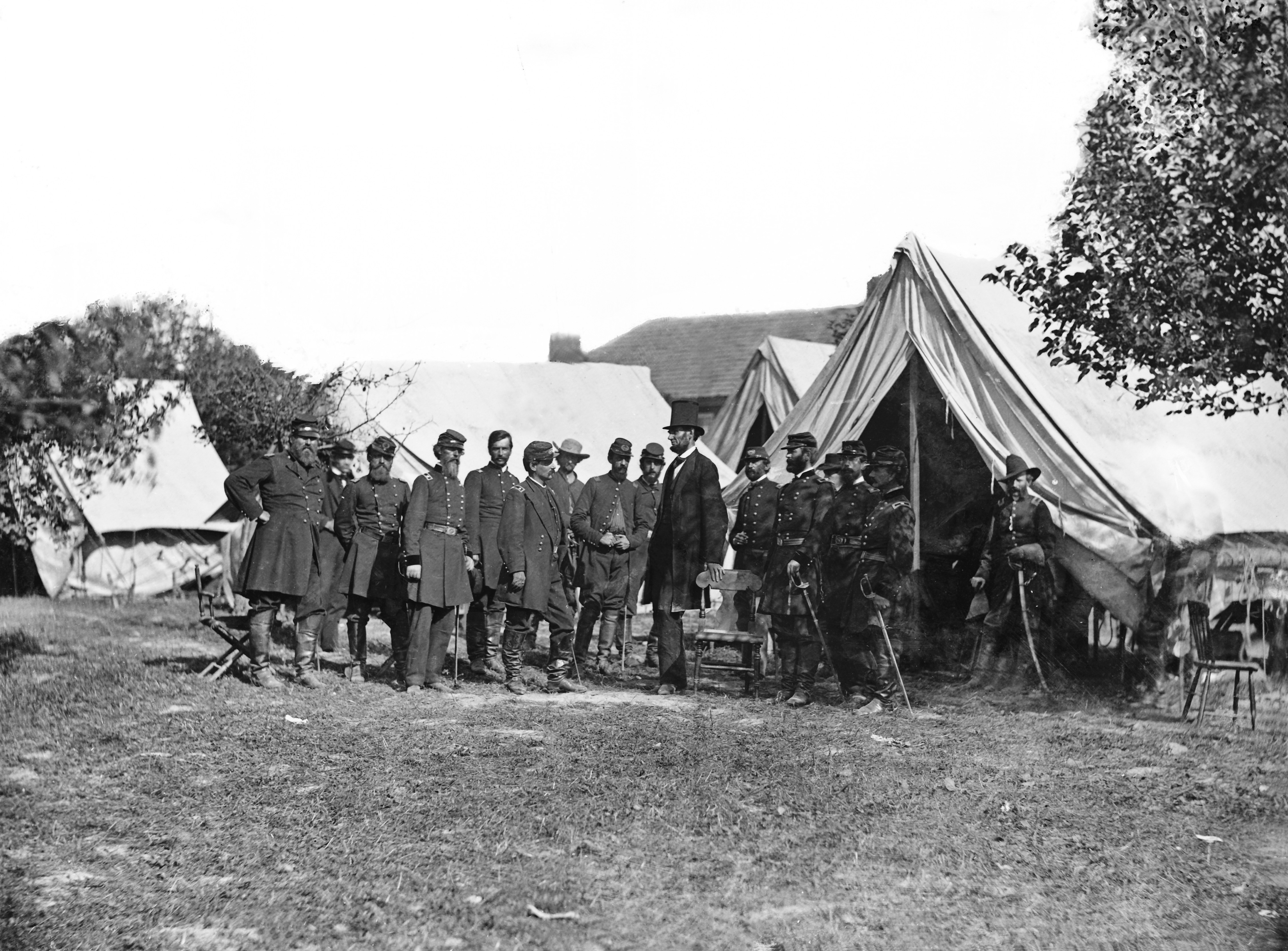
Prezydent Abraham Lincoln wraz ze swymi generałami podczas wojny secesyjnej

W wojnie secesyjnej, zakończonej bitwą pod Appomattox Court House (chociaż znacznie dłużej trwały walki na morzu) wzięło udział po stronie Unii około 2 mln żołnierzy (z czego ponad 350 tysięcy zginęło), zaś po stronie Konfederacji – ok. 1,5 mln (zginęło ponad 320 tysięcy). Obie strony poniosły znaczne straty materialne, ale Południe niewspółmiernie większe. W ostatnich jej dniach zginął w zamachu z ręki zamachowca Abraham Lincoln, autor Proklamacji Emancypacji. W 1865 r. uchwalono trzy poprawki do amerykańskiej konstytucji, dzięki którym Afroamerykanie na obszarze całego państwa uzyskali (przynajmniej teoretycznie) pełnię praw obywatelskich, m.in. prawa wyborcze.
Rezultatem wojny było zerwanie z separatyzmem poszczególnych stanów i stworzenie silnej więzi państwowej, która pozwoliła Stanom Zjednoczonym na ekspansję polityczną i daleko idący rozwój gospodarczy, który wyprowadził kraj na czołową pozycję wśród światowych mocarstw.
W 1862 r. wszedł w życie Homestead Act (ustawa przyznająca każdemu obywatelowi prawo do uzyskania z ziem niezamieszkanych na zachodzie działki o pow. 160 akrów), przyśpieszyło to osadnictwo na zachodnich kresach Stanów Zjednoczonych.

## Okres izolacjonizmu
| Wzrost liczby ludności USA | Wzrost liczby ludności USA |
| -------------------------- | -------------------------- |
| 1870                       | 38 558 371                 |
| 1880                       | 50 189 209                 |
| 1890                       | 62 979 766                 |
| 1900                       | 76 212 168                 |
| 1910                       | 92 228 496                 |

## Polityka zagraniczna
Kolejni prezydenci wzorem Monroe uważali, że należy zamknąć Amerykę przed wpływami Europy i wynieść Stany Zjednoczone do roli arbitra pomiędzy wszystkimi krajami Nowego Świata. Realizacjami tej doktryny były: sprzeciwianie się utworzeniu Cesarstwa Meksykańskiego przez Napoleona III, odkupienie od Rosji w 1867 r. Alaski, arbitraż prezydenta Grovera Clevelanda w sporze pomiędzy
Wenezuelą i Gujaną Brytyjską. Stany Zjednoczone zaczęły prowadzić politykę imperialną w stosunku do mniejszych krajów kontynentu amerykańskiego. Za prezydentury Williama McKinleya, Stany Zjednoczone stoczyły wojnę kolonialną z Hiszpanią, w wyniku której zdobyły w 1898 r. na pobliskich wodach Atlantyku Kubę i Portoryko oraz Guam i Filipiny na odległym Pacyfiku.

## Rozwój gospodarczy i terytorialny

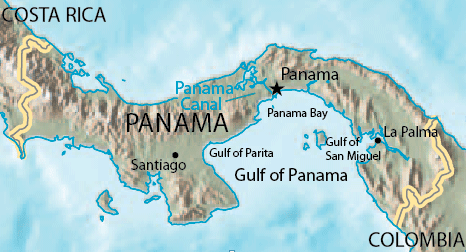
Lokalizacja Kanału Panamskiego

W ciągu kilkudziesięciu kolejnych lat po zakończeniu wojny domowej, USA rozwinęły się w największą potęgę przemysłową świata. Przyjęto 17 nowych stanów. Rozwinięto połączenia kolejowe; dzięki nim połączono brzegi obu oceanów. W gospodarce zaczęto stosować na szeroką skalę energię elektryczną i silniki spalinowe. Szybko zaczęła rozwijać się motoryzacja, m.in. dzięki zakładom Henry’ego Forda, przyczyniając się do rozwoju kraju. Powstały pierwsze gigantyczne korporacje produkujące m.in. stal, maszyny, okręty. Rozwinął się przemysł naftowy, chemiczny, bawełniany, rozwinęło się górnictwo węgla kamiennego. Dzięki szybkiemu rozwojowi powstały wielkie fortuny zmasowane przez takie osobistości jak J.P. Morgan, John D. Rockefeller czy Andrew Carnegie.
Wzrost gospodarczy w tym okresie przekraczał 10%. Korzystając z kłopotów Wielkiej Brytanii w wojnie burskiej Stany Zjednoczone zmonopolizowały budowę Kanału Panamskiego (układ Clayton-Bulwer). Budowę rozpoczęto w 1850, a zakończono w 1914 roku.
Latem 1877 w północnych częściach kraju miałą miejsce seria gwałtownych strajków kolejowych nazwanych Wielkim strajkiem kolejowym z 1877 roku. Był to pierwszy ogólnokrajowy konflikt pracowniczy na taką skalę w historii USA, który wybuchł w kontekście głębokiego kryzysu gospodarczego po panice finansowej z 1873. Strajki rozpoczęły się na tle kolejnych obniżek wynagrodzeń w Baltimore and Ohio Railroad (B&O), będących już drugą taką redukcją w ciągu ośmiu miesięcy.

## Prezydentury McKinleya i Roosevelta

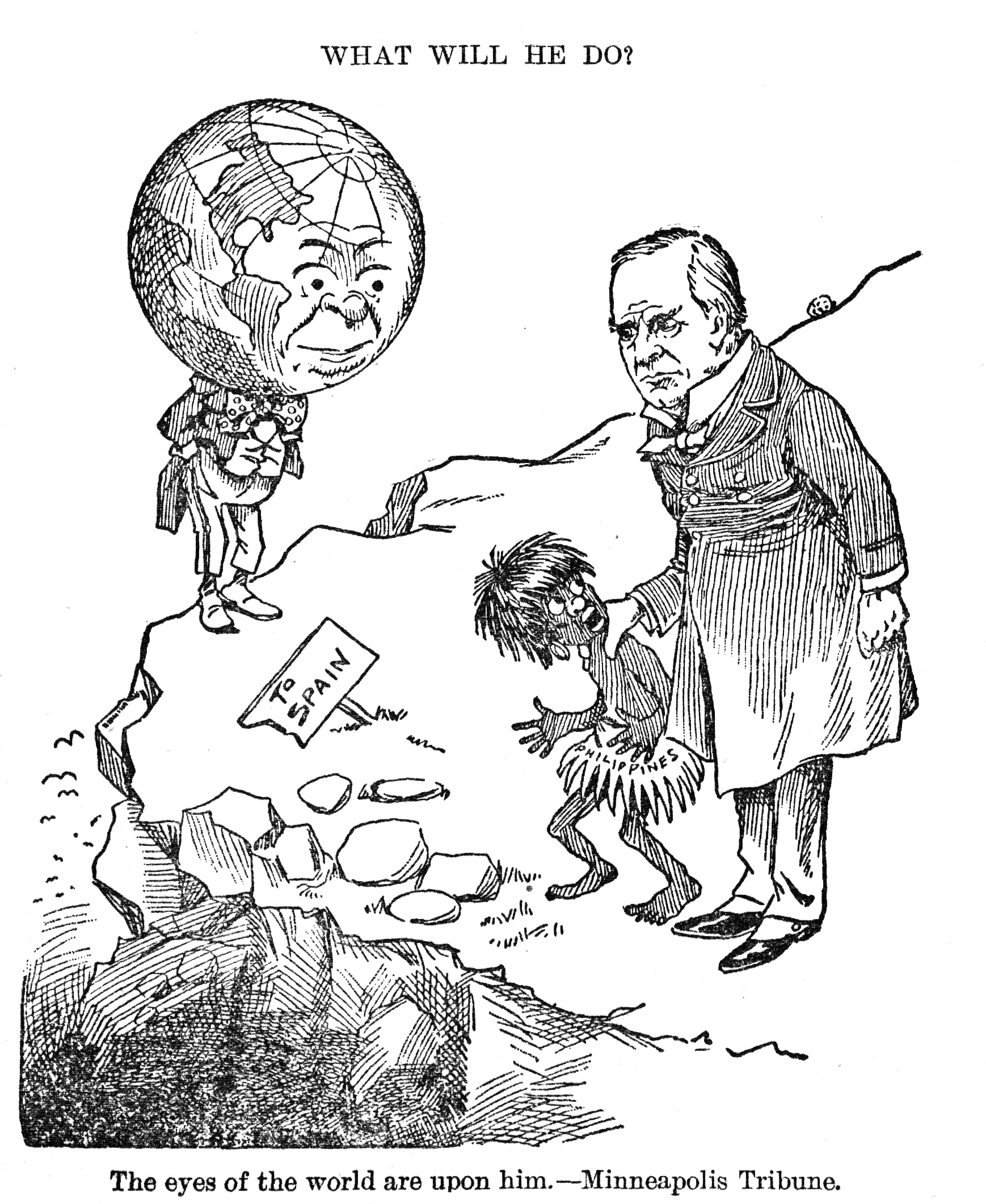
Rysunek satyryczny: prezydent William McKinley zastanawia się co zrobić z dzieckiem symbolizującym Filipiny

Przez pośrednictwo w wojnie rosyjsko-japońskiej i udział w konferencji w Algeciras weszły Stany Zjednoczone do polityki międzynarodowej jako równorzędny partner mocarstw europejskich. W polityce wewnętrznej wykrystalizował się podział na Republikanów i Demokratów. Dojście do władzy jednego ze stronnictw powodowało zazwyczaj zmianę całej polityki państwowej, oraz zmianę personelu na stanowiskach od najwyższych do najniższych.
Ważniejszymi momentami w rozwoju wewnętrznym były: wprowadzenie ceł ochronnych na wyroby przemysłowe przez prezydenta Williama McKinleya w 1890 r., wysiłki Theodore Roosevelta w kierunku zwalczania korupcji i rządów bogaczy, a także prawo wprowadzone przez administrację prezydenta Wilsona dotyczące reformy celnej, prawa wyborczego kobiet (Wyoming był pierwszym stanem, gdzie kobiety zdobyły prawo głosu) i prohibicji alkoholowej (która jednak wbrew zamierzeniu pomysłodawców spowodowała rozwój przestępczości i pędzenia bimbru w lasach np. stanu Kentucky czy Tennessee i nie ograniczyła spożycia).

## I wojna światowa
Silna pozycja polityczna i gospodarcza Stanów Zjednoczonych zapewniła im decydujący udział w I wojnie światowej. W pierwszych jej latach prezydent Wilson przestrzegał zasady nieinterweniowania w konflikt europejski i próbował pogodzić zwaśnione strony, jednak gdy Niemcy ogłosiły nieograniczoną wojnę podwodną, USA wypowiedziały im wojnę 6 kwietnia 1917 r. Szybko zmobilizowano około 4 milionów żołnierzy i wybudowano flotę. Wysłanie korpusu interwencyjnego do Francji spowodowało wygraną ententy.
Wilson miał duży wkład w opracowanie traktatu pokojowego. Ogłosił tzw. 14 punktów Wilsona, które stały się podstawą traktatu wersalskiego. Jednak Kongres nie ratyfikował traktatu wersalskiego i nie wyraził zgody na przystąpienie Stanów Zjednoczonych do Ligi Narodów. Nie uznano też Związku Socjalistycznych Republik Radzieckich powstałego po wojnie. Następni prezydenci uprawiali politykę powrotu do izolacjonizmu.

## Lata międzywojenne
| Wzrost liczby ludności USA | Wzrost liczby ludności USA |
| -------------------------- | -------------------------- |
| 1920                       | 106 021 537                |
| 1930                       | 123 202 624                |
| 1940                       | 132 164 569                |

Pierwsze dziesięciolecie powojenne stanowiło okres świetności Stanów Zjednoczonych. Zarobiwszy krocie na sprzedaży broni przemysł amerykański przeżywał rozkwit. Eksport i inwestycje zagraniczne wzrosły kilkakrotnie, dolar amerykański zyskał status głównej waluty świata. Rząd stosował taktykę tzw. małego rządu (jak najmniej interwencji państwa w gospodarkę). Rozkwit gospodarczy spowodował wielką falę imigrantów, ludność USA wzrosła o kilkanaście milionów osób. W 1924 r. przyznano też obywatelstwo amerykańskie wszystkim tubylczym Amerykanom żyjącym w granicach Stanów Zjednoczonych.
29 stycznia 1919 r. Stany Zjednoczone nawiązały stosunki dyplomatyczne z Polską.
W 1921 w Wirginii Zachodniej miała miejsce bitwa pod Blair Mounain, uznawana za największy wewnętrzny konflikt zbrojny w historii Stanów Zjednoczonych od czasów wojny secesyjnej. W wydarzeniu tym tysiące górników wyruszyło zbrojnie przeciwko siłom lokalnych władz oraz prywatnym najemnikom zatrudnionym przez właścicieli kopalń węgla, domagając się prawa do zrzeszania się w związkach zawodowych.

## Wielki kryzys
Dnia 24 października 1929 roku, nastąpił krach na giełdzie w Nowym Jorku („czarny czwartek”). Był to początek wielkiego kryzysu światowego. Produkcja w USA zmalała o 50%; w 1932 r. bezrobocie osiągnęło 25%; co czwarty farmer stracił ziemię na skutek zadłużenia. Środki podjęte przez prezydenta Herberta Hoovera dla ratowania gospodarki okazały się niewystarczające.

## New Deal

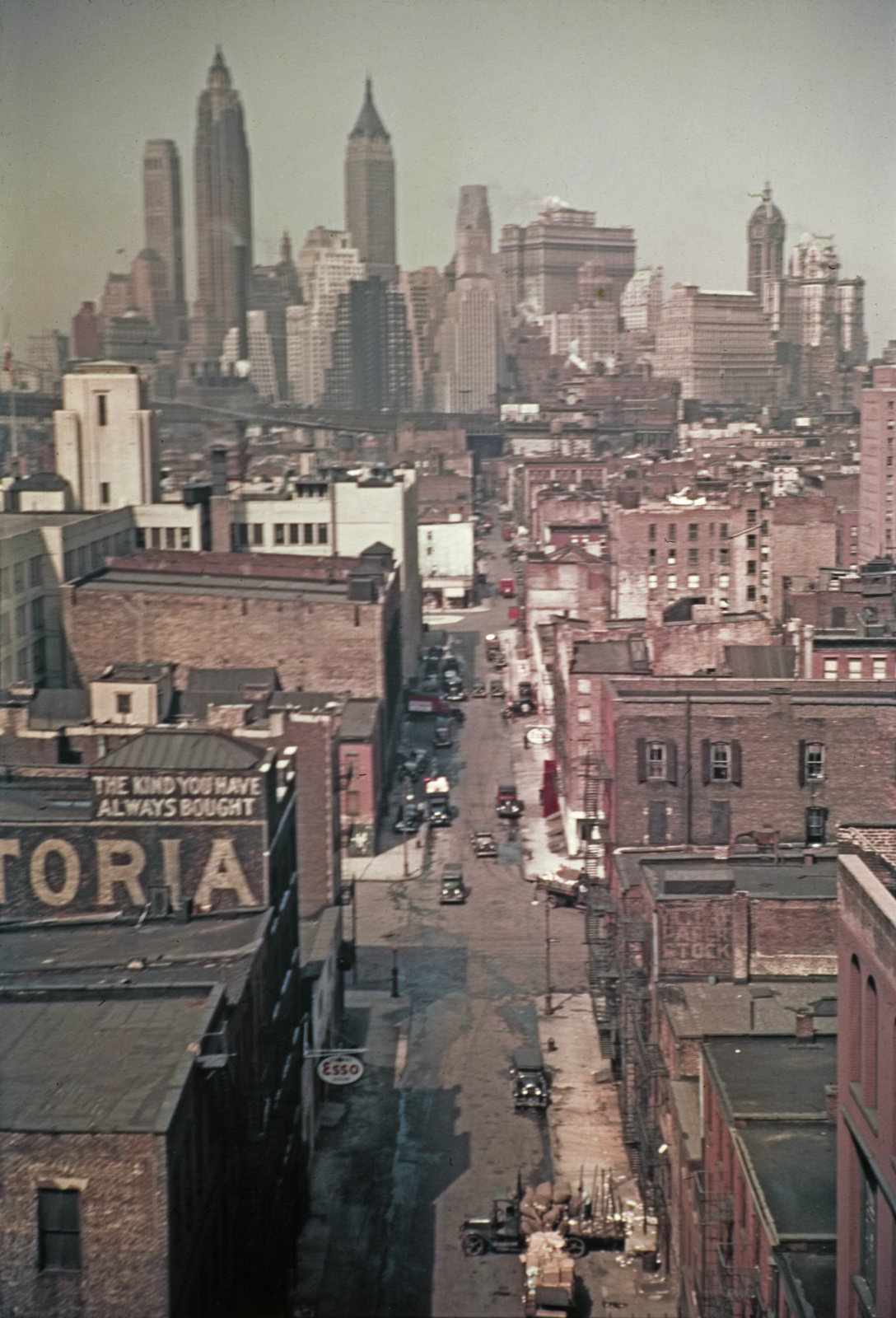
Nowojorski Manhattan w 1938

Następca Hoovera, prezydent Franklin Delano Roosevelt wprowadził politykę określaną mianem Nowego Ładu Ekonomicznego (ang.: New Deal). Było to odejście od liberalizmu, gdzie banki poddano kontroli rządowej, wdrożono program robót publicznych, upadające przedsiębiorstwa wzmocniono przez udzielanie pożyczek, powstały dopłaty dla rolników; wprowadzono pierwszy w historii system ubezpieczeń emerytalnych, ustanowiono 40-godzinny tydzień pracy, zwiększono zasiłki dla bezrobotnych, zakazano zatrudniania dzieci, ustalono minimalne płace, zalegalizowano związki zawodowe. Od 1933 r. Stany Zjednoczone zaczęły wychodzić z kryzysu.

## Potwierdzenie izolacjonizmu
W 1933 r. Roosevelt ogłosił politykę dobrego sąsiedztwa wobec Ameryki Łacińskiej. W tym samym roku Stany Zjednoczone nawiązały stosunki dyplomatyczne z ZSRR. Kongres nadal podtrzymywał izolacjonizm i uchwalał kolejne ustawy o neutralności (1935, 1936, 1937),
w których deklarowano niemieszanie się Stanów Zjednoczonych do konfliktów europejskich.

## II wojna światowa
W pierwszym okresie II wojny światowej Stany Zjednoczone nie były zaangażowane zbrojnie w konflikt, wspierając jednak Wielką Brytanię i jej sojuszników (w 1941 r. przegłosowano ustawę Lend-Lease Act, uprawniającą prezydenta do udzielania kredytów państwom zaprzyjaźnionym i sprzedaży broni po preferencyjnej cenie). 12 sierpnia 1941 r. Roosevelt i Winston Churchill podpisali Kartę Atlantycką, definiującą cele i zasady polityki obu państw w trakcie i po II wojnie światowej.
Dopiero 7 grudnia 1941 r. niespodziewany atak Japończyków na bazę wojskową Pearl Harbor na Hawajach i wypowiedzenie wojny przez Niemcy i Włochy w dwa dni po japońskiej napaści, zmusiły USA do przystąpienia do wojny. Udział militarny około 15 milionów żołnierzy amerykańskich i zaangażowanie potencjału produkcyjnego i finansowego USA, w tym pomoc materialna dla ZSRR, przesądziły o zwycięstwie. Wojska amerykańskie walczyły równocześnie przeciwko Niemcom w Europie zachodniej i przeciw Japonii na Oceanie Spokojnym. Doprowadziły Japonię do bezwarunkowej kapitulacji po zrzuceniu bomb atomowych na Hiroszimę i Nagasaki (6 i 9 sierpnia 1945 r.).
Istotny był też udział wojsk USA w lądowaniach w Afryce, na Sycylii, we Włoszech i w Normandii: to jest zmuszeniu do kapitulacji Niemiec. Prezydent Roosevelt był aktywny politycznie uczestnicząc w międzynarodowych konferencjach w Casablance, Waszyngtonie, Kairze, Teheranie i Jałcie. Dzięki temu USA miały duży wpływ na kształt międzynarodowego ładu w powojennej Europie i na Dalekim Wschodzie oraz utworzenie ONZ.

## Zimna wojna
Zimna wojna, okres rywalizacji geopolitycznej Stanów Zjednoczonych i ZSRR, trwała de facto od zakończenia II wojny światowej do upadku gospodarczego ZSRR w latach 90. XX wieku i pieriestrojki w wykonaniu późniejszego noblisty, ostatniego przywódcy ZSRR, Michaiła Gorbaczowa.

## Rozpad koalicji antyhitlerowskiej
| Wzrost liczby ludności USA | Wzrost liczby ludności USA |
| -------------------------- | -------------------------- |
| 1950                       | 151 325 798                |
| 1960                       | 179 323 175                |
| 1970                       | 203 302 031                |
| 1980                       | 226 542 199                |
| 1990                       | 248 709 873                |
| 2000                       | 281 421 906                |
| 2005                       | 295 734 134                |

Koniec wojny Stany Zjednoczone witały jako największa potęga polityczna i przemysłowa na świecie; kolejni prezydenci starali się tę pozycję utrzymać. Prezydenturę objął Harry Truman, zmniejszył armię do pół miliona w 1950 r. Ogłosił program Sprawiedliwy Ład (Fair Deal), którego celem było objęcie opieką państwową najsłabszych społecznie i ekonomicznie obywateli, jednak nie udało mu się go zrealizować. Przeciwstawiał się rosnącej ekspansywności ZSRR ogłaszając w 1947 r. tzw. doktrynę Trumana – politykę powstrzymywania komunizmu. Stany Zjednoczone postanowiły udzielić w 1947 r. pomocy finansowej odbudowującej się ze zniszczeń Europie (plan Marshalla). Jednak Związek Socjalistycznych Republik Radzieckich, a wraz z nim (zmuszone przezeń) pozostałe kraje komunistyczne, nie przyjęły tej pomocy.
Zaczęła się tzw. zimna wojna. W 1949 r. z inspiracji USA zawiązano pakty wojskowe NATO w Europie, w 1951 r. ANZUS na Pacyfiku i w 1954 r. SEATO w Azji Południowo-Wschodniej.

## Polityka „powstrzymywania” i „maccartyzm”
Wzmacniany systematycznie społeczny lęk przed komunizmem skutkował prześladowaniami zainicjowanymi przez senatora J.R. McCarthy’ego polegającymi na szykanowaniu osób o poglądach lewicowych, w tym wielu wybitnych artystów. Również w celu zneutralizowania ekspansji komunistycznej USA dwukrotnie angażowały się militarnie w konflikty wojskowe na kontynencie azjatyckim, w 1950 r. w Korei (wojna koreańska) i w 1964 r. w Wietnamie (wojna wietnamska).

## Prezydentura Eisenhowera
W 1952 r. wybory wygrał Republikanin Dwight Eisenhower. Prowadził on politykę odprężenia w stosunkach z ZSRR (czemu sprzyjała śmierć dyktatora radzieckiego Józefa Stalina). Eisenhower odwiedził, między innymi, Wielką Brytanię, Niemcy, Francję, a nawet zaprosił do USA Nikitę Chruszczowa, z którym uzgodnili spotkanie na szczycie (zerwane z powodu incydentu z zestrzeleniem przez Sowietów samolotu wywiadowczego U-2). Eisenhower położył też kres maccartyzmowi, a w 1954 r. z jego poparciem Sąd Najwyższy zniósł segregację rasową w szkołach.
Prezydent Eisenhower zaproponował i zaczął tworzenie systemu autostrad międzystanowych kraju, obecnie największego na świecie. Związane to było z gwałtownym rozwojem motoryzacji i upowszechnieniem się transportu samochodowego: na koniec 1959 r. w USA było zarejestrowanych ok. 70 mln pojazdów samochodowych.

## Prezydentura Kennedy’ego
Kontynuacją reform była prezydentura Johna F. Kennedy’ego (1961–1963), podczas której doszło do tak zwanego kryzysu kubańskiego wywołanego radziecką próbą zainstalowania rakiet jądrowych na Kubie.
Kennedy doprowadził do podpisania 5 sierpnia 1963 r. w Moskwie układu o zakazie doświadczeń z bronią jądrową w atmosferze, przestrzeni kosmicznej i pod wodą (jego bezpośrednim skutkiem było położenie kresu skażeniom promieniotwórczym). Próbował przenieść rywalizację z ZSRR na dziedzinę podboju kosmosu.

## Lata 60.

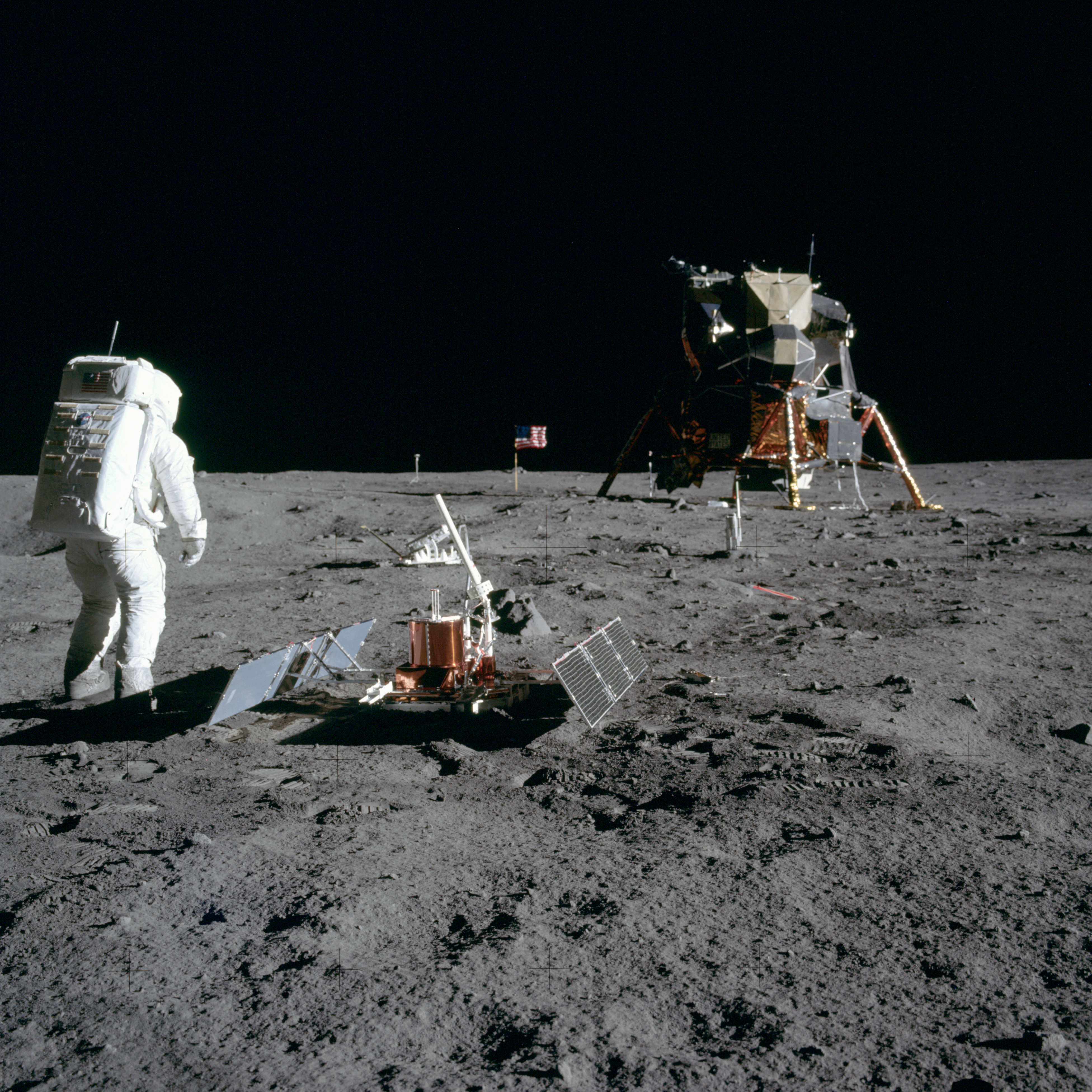
Misja Apollo 11: lądowanie astronautów na Księżycu latem 1969

Kennedy został zamordowany w listopadzie 1963 r. w Dallas. Okoliczności jego śmierci, badane m.in. przez Komisję Warrena, do dzisiaj nie zostały wyjaśnione.
W kolejnych latach wzmagała się walka o prawa obywatelskie Afroamerykanów. W 1968 r. został zamordowany pastor i noblista Martin Luther King. Wywołało to rozruchy i protesty na dużą skalę.
Lata sześćdziesiąte w kulturze były okresem tzw. dzieci kwiatów, pamiętnym symbolem tego okresu stał się festiwal w Woodstock i wykonawcy tam występujący, m.in. Jimi Hendrix, Janis Joplin, jak i Jefferson Airplane.
W 1969 r. prezydentem został Richard Nixon. Amerykanie tego lata wylądowali po raz pierwszy (z szeregu misji, i jako jedyni do tej pory) na Księżycu: była to historyczna misja Apollo 11. Neil Armstrong zstąpił na jego powierzchnię jako pierwszy człowiek.

## Lata 70.
Lata siedemdziesiąte zaczęły się interwencją zbrojną w Laosie i Kambodży w 1970 r., będącą kolejnym aktem wojny wietnamskiej. Z powodu malejącej popularności wojny w społeczeństwie, USA zostały zmuszone do wycofania się z Wietnamu i Indochin. W 1972 r. zakończono wojnę i w 1973 r. podpisano w Paryżu układ pokojowy.
Stany Zjednoczone udzieliły poparcia politycznego Izraelowi w wojnie z państwami arabskimi.
Od 1969 r. rozpoczęły negocjacje z ZSRR w sprawie ograniczenia zbrojeń strategicznych SALT.
Administracja Nixona ożywiła kontakty z ZSRR oraz państwami Układu Warszawskiego. Poprawiono stosunki z Chinami, a w 1972 r. Nixon złożył tam wizytę.
Kres prezydenturze Nixona położyło jego uwikłanie w aferę polityczną Watergate. Po raz pierwszy w historii USA prezydent złożył urząd przed upływem kadencji, na rzecz wiceprezydenta Geralda R. Forda.
Kolejny przełom w polityce nastąpił za sprawą następnego prezydenta Jimmy’ego Cartera (1977–1981), który wprowadził do niej zasady obrony praw człowieka.
Do jego osiągnięć należą: podpisanie w Wiedniu układu SALT II, nawiązanie stosunków dyplomatycznych z Chińską Republiką Ludową, a także podpisanie układu w sprawie Kanału Panamskiego. W 1979 r. podpisano w Waszyngtonie wynegocjowany w Camp David układ pokojowy między Egiptem i Izraelem. Jednocześnie zaostrzeniu uległy stosunki z ZSRR w związku z interwencją radziecką w Afganistanie. Rządy Cartera przypadły na okres kryzysu energetycznego. Wdrożono program ograniczania importu ropy naftowej.

## Lata 80.
Kolejny prezydent, Ronald Reagan (Republikanin), dokonał szeregu zmian w polityce państwa. Zapowiedział rozszerzenie swobód wolnorynkowych i przeprowadził radykalne reformy mające na celu ożywienie gospodarki. Obniżono podatki, zmniejszono inflację. Nastąpiły znaczna poprawa wyników ekonomicznych kraju i spadek bezrobocia.
W polityce zagranicznej Ronald Reagan przyjął twardy kurs wobec ZSRR. Stany Zjednoczone zaczęły bardziej angażować się na świecie wspierając różnymi środkami opozycję antykomunistyczną w różnych państwach. W 1983 r. podjął decyzję o interwencji zbrojnej po puczu wojskowym na Grenadzie. W 1986 r., w odpowiedzi na finansowanie przez Libię zamachów na amerykańskie cele, nakazał przeprowadzenie nalotu na Trypolis. W 1981 r. potępił wprowadzenie stanu wojennego w Polsce.
W przeciwieństwie do polityków lewicowych nie wierzył w dobrą kondycję gospodarczą ZSRR. W jej ewentualnym kryzysie widział szansę na zakończenie zimnej wojny. Podjął decyzję o wzmożeniu wyścigu zbrojeń. Związek Socjalistycznych Republik Radzieckich podjął wyzwanie i zaangażował olbrzymią część swego potencjału gospodarczego w produkcję militarną, jednak wyzwanie mogło okazać się ponad jego siły. Tymczasem prezydent Ronald Reagan prowadził dalsze działania w tym kierunku. Dzięki jego zabiegom RPA obniżyło ceny złota, co sprawiło, że ZSRR nie mógł sprostać konkurencji sprzedając surowiec ze swych zasobów. Podobnie stało się z benzyną po tym, jak Stany Zjednoczone zaoferowały licznym państwom arabskim umowy na handel bronią w zamian za obniżenie cen ropy naftowej.
Ponadto w tym okresie Stany Zjednoczone cały czas udzielały wszechstronnej pomocy mudżahedinom w Afganistanie, Contras w Nikaragui, frakcji militarno-politycznej UNITA w Angoli i wielu innym. Wobec powyższych działań, a zwłaszcza swej własnej niemocy, gospodarka ZSRR uległa załamaniu i państwo to zostało zmuszone do demokratyzacji. Położyło to kres zimnej wojnie i dało szansę na wyzwolenie licznych państw spod hegemonii radzieckiej.

## Lata 90.
Następcą Reagana został George H.W. Bush (wiceprezydent w rządzie swego poprzednika), za prezydentury którego USA interweniowały w Iraku w ramach I wojny w Zatoce Perskiej przeciwko siłom Saddama Husajna po jego agresji na Kuwejt. George H.W. Bush także doprowadził do podpisania z ZSRR układów rozbrojeniowych START i utworzenia strefy wolnego handlu w Ameryce Północnej w ramach nowej organizacji – NAFTA. Dwukrotnie odwiedził Polskę.
Po 41. prezydencie USA, Bushu, urząd prezydencki objął kandydat Partii Demokratycznej, gubernator Arkansas Bill Clinton, znany wspólnie z siłami NATO, między innymi z zaangażowania w wojny na Bałkanach.
Po raz pierwszy od dekad ustawiono budżet kraju na plus, z prognozą dalszych nadwyżek. Znacznie rozwinięto gospodarkę.

## Czasy współczesne

### Wojna z terroryzmem
Kolejnym, 43. prezydentem został syn George’a H.W. Busha – George W. Bush. W tym samym roku, w którym został wybrany (2001), Stany Zjednoczone stały się celem ataku terrorystycznego. Samoloty pasażerskie kierowane przez 19 porywaczy-samobójców z Al-Ka’idy uderzyły w wieże World Trade Center w Nowym Jorku oraz w gmach Pentagonu w Waszyngtonie. Kolejny samolot, który prawdopodobnie miał uderzyć w Kapitol rozbił się w Pensylwanii. W zamachach z 11 września zginęło prawie 3 tys. ludzi.
Ataki spotkały się ze zdecydowaną reakcją prezydenta, który rozpoczął formowanie międzynarodowej koalicji antyterrorystycznej. Jej pierwszym poważnym zadaniem stała się wojna w Afganistanie i obalenie reżimu Talibów, który zezwalał na bazowanie tam Al-Ka’idzie.

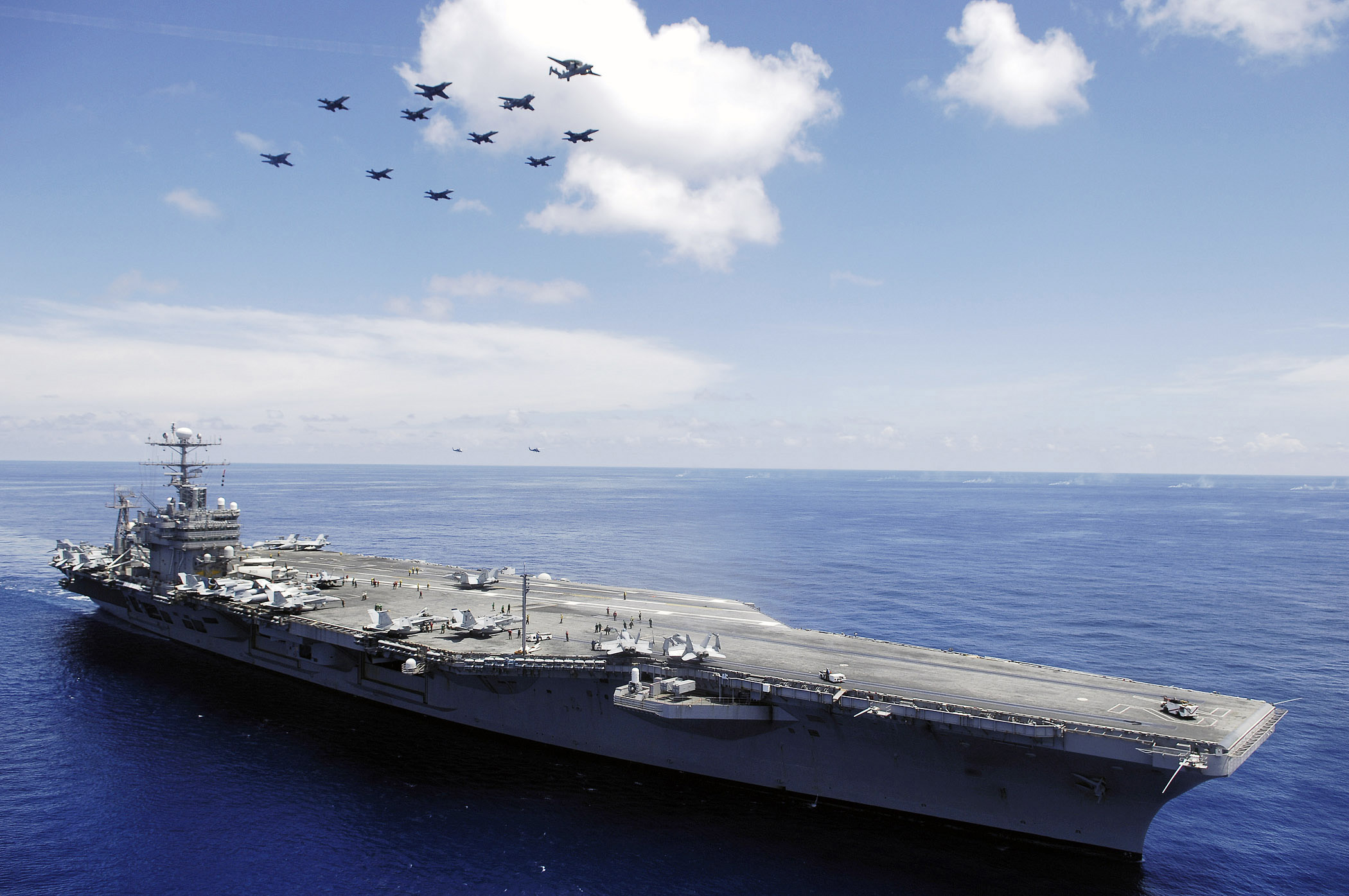
Lotniskowiec USS „Abraham Lincoln” (CVN-72), 8. z 10 zaplanowanych i wybudowanych okrętów klasy Nimitz. Są to największe okręty wojenne kiedykolwiek wybudowane i stanowią trzon Marynarki Wojennej Stanów Zjednoczonych. USS „Abraham Lincoln” brał udział w ataku na Irak w 2003. Na jego pokładzie, u brzegów Kalifornii, prezydent George W. Bush wygłosił przemówienie pod transparentem „Mission Accomplished” w 2003

Kolejną fazę w wojnie z terroryzmem stanowić miała demokratyzacja Iraku. Stany Zjednoczone ponownie zaangażowały się militarnie na Bliskim Wschodzie, bezpodstawnie napadając na Irak pod pozorem istnienia broni masowego rażenia w tym kraju, znajdującym się nadal pod reżimem Saddama Husajna (II wojna w Zatoce Perskiej). Krok ten wywołał olbrzymie kontrowersje na całym świecie i w kraju, jednak George W. Bush został wybrany na drugą kadencję. Około 100 tys. głosów w stanie Ohio przeważyło szalę wyboru na jego korzyść, podobnie jak 4 lata wcześniej na Florydzie, gdzie zaledwie ok. 500 głosów zaważyło; obie sytuacje nadzorowali republikanie. Do dziś wyniki te pozostają kontrowersyjne, szczególnie przy szacowanych ok. 100 tys. wyborcach, którzy nie mogli oddać głosu w Ohio w 2004 r. przez za długie kolejki spowodowane brakami w biednych miejskich dzielnicach.
Pod koniec drugiej kadencji Busha, w trakcie kampanii wyborczej 2008 r. Stany Zjednoczone i reszta zintegrowanych gospodarek świata przeżyły nasilenie załamania gospodarczego (globalny kryzys finansowy) spowodowanego brakiem nadzoru nad nieetycznymi transakcjami finansowymi banków hipotecznych i inwestycyjnych oraz udzielaniem pożyczek hipotecznych wysokiego ryzyka (ang.: subprime loan mortgage), a następnie sprzedażą tych pożyczek jako produktu finansowego inwestorom, głównie innym bankom i samorządom. W wyniku niewypłacalności największych instytucji, zagrożenia całego systemu finansowego i powszechnego zamrożenia kredytów, rząd zdecydował o bezprecedensowych interwencjach ekonomicznych mających na celu wsparcie instytucji finansowych i kluczowych dla gospodarki koncernów.
W tej samej kampanii wyborczej, po raz pierwszy w historii kraju, kandydatem na prezydenta został Afroamerykanin, młodszy senator reprezentujący stan Illinois Barack Obama, pokonując w wyborach senatora Johna McCaina.

## Kluczowe postacie w historii Stanów Zjednoczonych

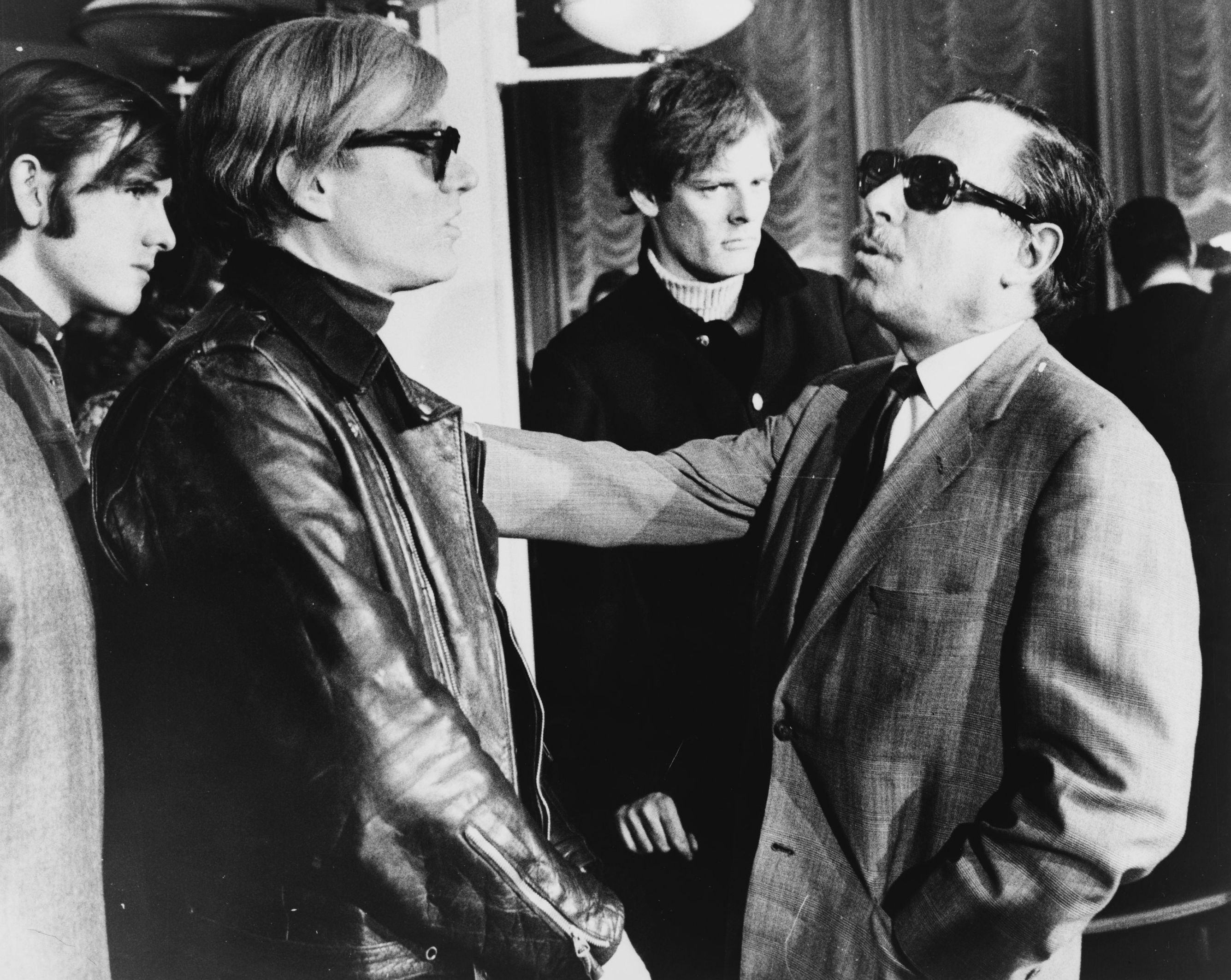
Andy Warhol i Tennessee Williams, dwie kluczowe postacie w historii sztuki, dążące do zmian skonfliktowanej obyczajowości Stanów Zjednoczonych

- odkrywcy, badacze i konkwistadorzy
  - Leif Eriksson
  - Krzysztof Kolumb
  - Amerigo Vespucci
  - Vasco Núñez de Balboa
  - Giovanni Caboto
  - Juan Ponce de León
  - Samuel de Champlain

- Ojcowie Założyciele
  - John Adams
  - Benjamin Franklin
  - Jerzy Waszyngton
  - Alexander Hamilton
  - Thomas Jefferson
  - Thomas Paine
- najważniejsi prezydenci
  - James Madison
  - James Monroe
  - Abraham Lincoln
  - Theodore Roosevelt
  - Woodrow Wilson
  - Franklin Delano Roosevelt
  - Harry S. Truman
  - Dwight D. Eisenhower
  - John F. Kennedy
  - Lyndon B. Johnson
  - Richard Nixon
  - Gerald Ford
  - Jimmy Carter
  - Ronald Reagan
  - George H.W. Bush
  - Bill Clinton
  - George W. Bush
  - Barack Obama
  - Donald Trump
- wojskowi, szeryfowie i wodzowie
  - Pontiac
  - Tecumseh
  - Czarny Jastrząb
  - Dziki Bill Hickok
  - Siedzący Byk
  - Szalony Koń
  - Harriet Tubman
  - Robert E. Lee
  - William Tecumseh Sherman
  - Philip Sheridan
  - George Armstrong Custer
  - Chief Joseph
  - Pat Garrett
  - Wyatt Earp
  - Geronimo
  - George Marshall
  - George Patton
  - Douglas MacArthur
  - Colin Powell
- naukowcy (bez uwzględnienia osób spoza USA, które stały się obywatelami już jako wykształceni naukowcy)
  - Charles Sanders Peirce
  - William James
  - Albert Abraham Michelson & Edward Morley
  - Franz Boas
  - Edward Sapir & Benjamin Lee Whorf
  - Margaret Mead
  - Ruth Benedict
  - Edwin Hubble
  - Ellery Hale
  - Wallace Hume Carothers
  - B.F. Skinner
  - Richard Hamming
  - James Van Allen
  - Barbara McClintock
  - James D. Watson
  - Edwin Herbert Land(inne języki)
  - George Eastman
  - Norbert Wiener
  - Claude E. Shannon
  - Stephen Kleene
  - John Bardeen & Walter Houser Brattain & William Shockley
  - John Backus
  - Jack Kilby & Robert Noyce
  - Robert Hofstadter
  - Linus Pauling
  - Richard Feynman
  - Dian Fossey
  - Alonzo Church
  - Douglas Engelbart
  - Marvin Minsky
  - Noam Chomsky
  - Donald E. Knuth
  - Ronald L. Rivest & Leonard Adleman
  - Ken Thompson & Dennis Ritchie
  - Richard Stallman

## Zobacz też

Flaga Konfederacji